# Storia di San Ginesio

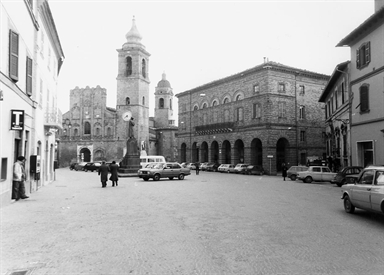
San Ginesio - Piazza Alberico Gentili intorno agli anni 1980

La storia di San Ginesio riguarda le vicende storiche relative a San Ginesio, borgo dell'Italia centrale della Provincia di Macerata, nelle Marche.

## Età antica

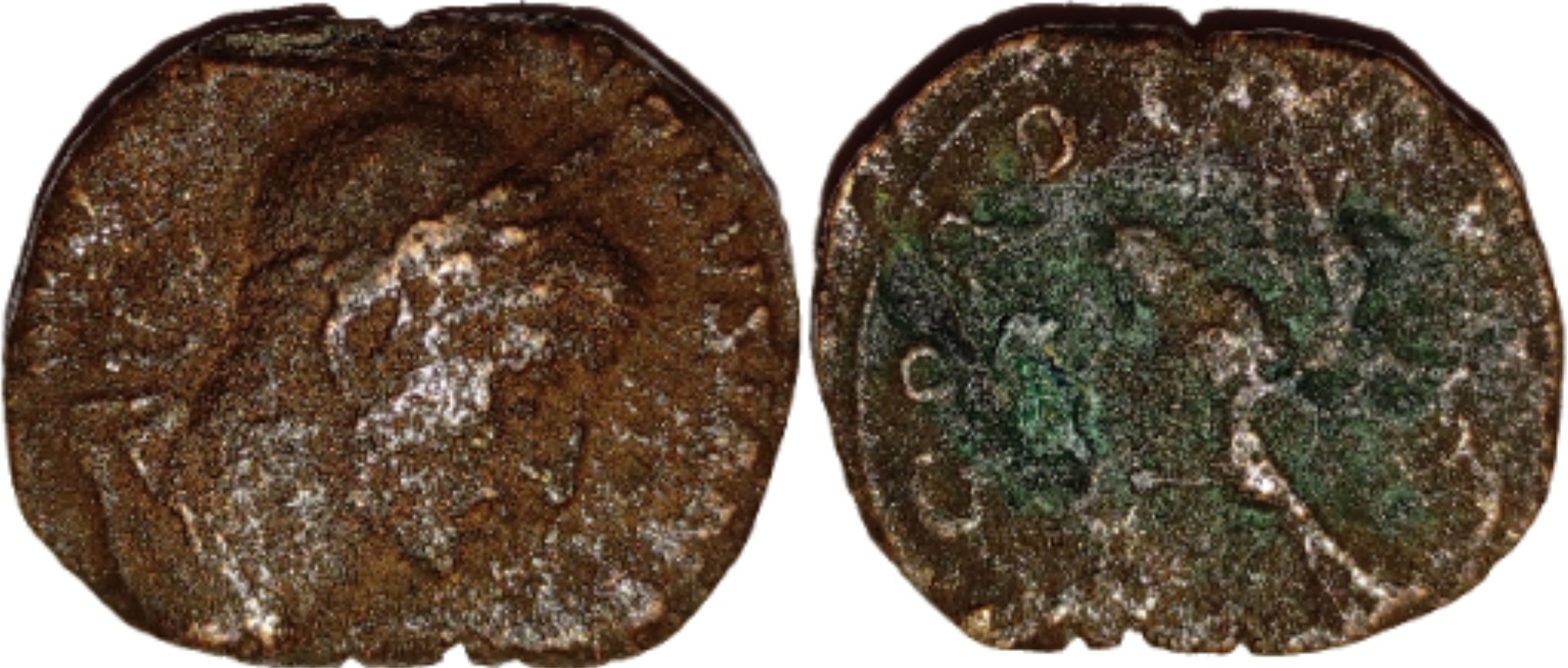
Sesterzio in bronzo di Gordiano III che rappresenta la Concordia ritrovato nella frazione di Campanelle

La storia di San Ginesio inizia durante l'epoca picena: i Piceni si stabilirono nel territorio, così come i Senoni sin dal I millennio a.C.. A conferma di ciò, nel 1884 fuori dalla cinta muraria, furono ritrovati vicino ad uno scheletro, oggetti risalenti alle popolazioni. Le popolazioni vi restarono per lungo tempo, fino all'avvento dei romani, più precisamente dal III secolo a.C al I secolo d.C., che li scacciarono e si stanziarono sul territorio. Da qui il territorio di San Ginesio divenne parte dell'ager Gallicus. Numerosi resti della popolazione romana vennero rinvenuti in varie frazioni del territorio: dalla zona di Cocoli vennero recuperati vari reperti, come una tegola di grandi dimensioni, una lapide e un resto di colonna dal cittadino Ettore Marchetti, donati poi alla proprietà del Comune, nei pressi di Necciano venne recuperata una colonna romana, nei pressi di Campanelle provengono varie monete e nei pressi di Pian di Pieca altre monete e un'urna funeraria. Gli scrittori Begnini e Salvi, in due libri differenti sulla storia di San Ginesio, raccontano che alcuni nomi che oggi si riportano nelle frazioni sono proprio di origine romana, come quella di Santa Maria in Alto Cielo.
San Ginesio si presenta con pianta urbanistica a croce, circondato da un imponente giro di mura castellane dove sono ancora visibili i rompi-tratta e tutte le strutture difensive dell'epoca, dal camminamento di ronda, alle feritoie per arcieri e ai torrioni.

## L'alto Medioevo e gli anni Mille

### Primi invasori e nascita del comune

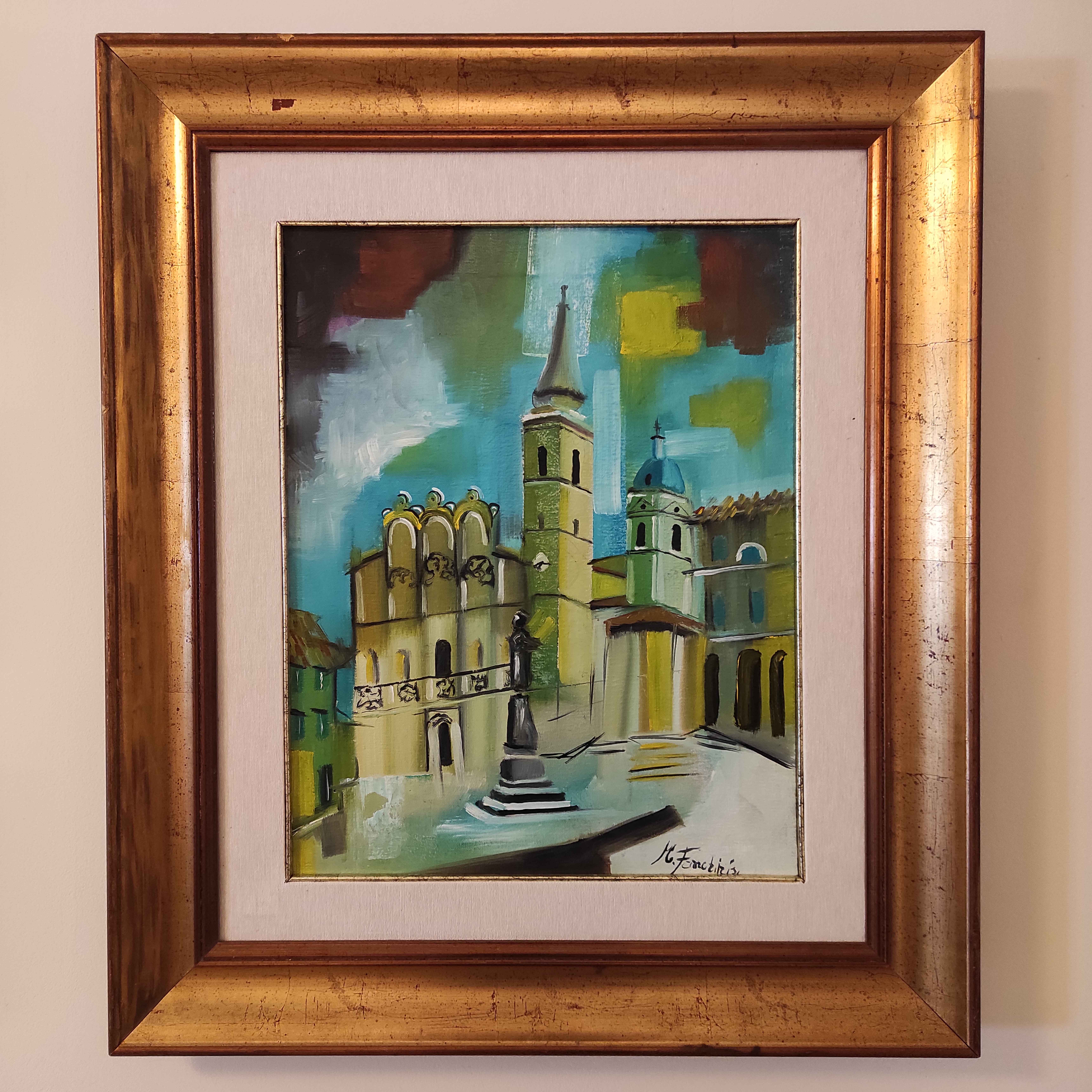
Marco Franchini, San Ginesio, olio su tela, 40 x 50 cm, collezione privata. Ben riconoscibile è la facciata della Collegiata di Santa Maria Assunta e la statua di Alberico Gentili

Goti e Longobardi, questi ultimi spodestati da Carlo Magno, fecero scorrerie lungo il corso dei fiumi Chienti e Fiastra, distruggendo gli insediamenti romani di pianura, e costringendo gli abitanti a rifugiarsi nelle colline più interne, dove i nobili erano soliti recarsi per le loro battute di caccia. Quando, intorno al X secolo, arrivarono i Normanni, alcuni Signori dei castelli adiacenti presero la decisione di costruire una fortificazione sul colle più alto per dominare il passaggio a valle da un luogo adatto.
Così nacque il castello che, nel momento in cui altri nobili chiesero d'incastellarsi con i loro accoliti, si evolse in Comune. Altre ipotesi sono state avanzate nel corso degli anni da vari scrittori: Marinangelo Severini, nel 1581, scriverà che San Ginesio sia nato per volere di Leone XII, Alberico Gentili, nel 1599, dice che sia nato grazie ai romani e che i suoi cittadini siano stati vittoriosi nella guerra sociale durante il consolato di Lucio Marcio Filippo e Sesto Giulio Cesare, Ferdinando Ughelli, nell'Italia sacra, fa risalire la fondazione al VI secolo, l'abate Telesforo Benigni, nel 1793, afferma che il paese esisteva nel XII secolo e che venne ampliato con i resti di un'antica città di nome Castro devastata da alcune popolazioni barbariche, e lo storico Ottavio Turchi, nel 1872, dice che sia sorto dalle famiglie nobili di Brugiano, Alvaneto e di Trensano nel XII secolo sulle rovine della città di Escolano. Paolo Riccomanni, nel Della Cupramontana ginesina (1750 ca.), provò a spiegare l'origine di San Ginesio partendo dalla civiltà romana, ma il suo lavoro restò incompiuto a causa della mancanza di preparazione e di mezzi, nonché della morte improvvisa che lo colpì.
Gestito a mo' di Repubblica, venne governato all'inizio da due Consoli, che presto cedettero il passo al cosiddetto Magistrato, coadiuvato dal Podestà, ovvero ai cinque Priori, sorteggiati tra i maggiorenti del luogo, e un magistrato esterno che di volta in volta veniva nominato. I Priori rappresentavano le cinque contrade del Comune, che avevano preso il nome dal Signore che, dopo aver ceduto le sue terre, aveva ricevuto in cambio casa e abitazioni per sé e per i suoi all'interno delle mura. Le prime contrade furono quelle di Alvaneto a nord (tuttora nome di una porta del paese), Trensano a est, che in seguito fu superata per importanza dalla Picena che chiude il Borgo, andando a confinare con la contrada Offuna o Offune a sud e Brugiano, tutte zone assegnate alle famiglie più facoltose dell'epoca, anche se nel corso del tempo anche altre famiglie facoltose si trasferirono nel territorio, come quella dei Giberti.
Il Caput Castri, ovvero l'attuale via "Capocastello" era la contrada dove fissarono dimora i nobili, e che a seguito dell'incastellamento del nobile Ascaro, prese il nome di Ascarana. San Ginesio non ebbe né mura né rocche prima del XIII secolo. Nel 1170, sotto l'imperatore Federico I, il marchese Marcualdo donò ai ginesini il castello di Vergigno. Nel 1188 il luogo fu governato dal marchese Guarniero, che dopo la morte di Enrico IV sostenne Filippo di Svevia contro Ottone IV.
Nel 1248 vennero ad abitare all'interno del Borgo tre uomini illustri provenienti da Pieca e una volta stabiliti, previa autorizzazione dell'abate Angelo Giberti dell'abbazia di Rampona, altre 150 persone circa si trasferirono, fondando l'attuale chiesa più antica di San Ginesio, quella di San Michele a Colle San Giovanni. Nel 1278 vi si contavano 7 000 abitanti.

## Duecento
Tra il 1200 e il 1300, il libero comune fu uno dei più potenti e temuti dell'intera Marca di Ancona, grazie alle varie vittorie militari contro la famiglia nobile sarnanese Brunforte e attraverso le acquisizioni delle proprietà dei nobili Prontoguerra di Ripe, circostanza questa che gli scatenò contro l'ostilità della Marca Fermana, di Fermo e di altri comuni concorrenti.
Nel corso di questo secolo San Ginesio intraprese varie dispute contro vari comuni e castelli limitrofi:
- nel 1226 con Amandola, quando alcuni ginesini con lo scopo di farlo passare sotto la giurisdizione lo danneggiarono e saccheggiarono, e Tolentino, che temendo l'espansione verso i suoi territori dopo la presa del castello di Virginio nei pressi di Santa Maria di Alto Cielo lo citò in giudizio verso il legato pontificio senza successo;
- nel 1247 con Ripe, quando gli abitanti del luogo furono costretti a trasferirsi a San Ginesio e parte dell'agglomerato venne distrutto;
- nel 1248 contro i castelli di Celiano e Riparaineri, quando San Ginesio li occupò con soldati in quanto luoghi appartenenti al vescovo di Camerino che non lì voleva vendere. La disputa si risolse con la distruzione dei castelli e il trasferimento della popolazione dentro le mura;
- nel 1258 con Tolentino, Belforte e Ascoli Piceno, luoghi dove San Ginesio arrecò danni che poi fu costretta a risarcire per ordine del rettore della Marca, Rambaldo;
- nel 1271 con il castello di Cerreto, dove le truppe ginesine distrussero il castello e la chiesa e costrinsero gli abitanti a trasferirsi dentro le mura;
- nel 1290 con la famiglia Malagoti, quando chiesero a San Ginesio garanzie dopo l'acquisto del loro castello di Fiastra da parte di Camerino;
- nel 1292 con Matelica per motivi commericiali.

### Le questioni con i Brunforte, il governo dei Da Varano e la disputa contro Fermo

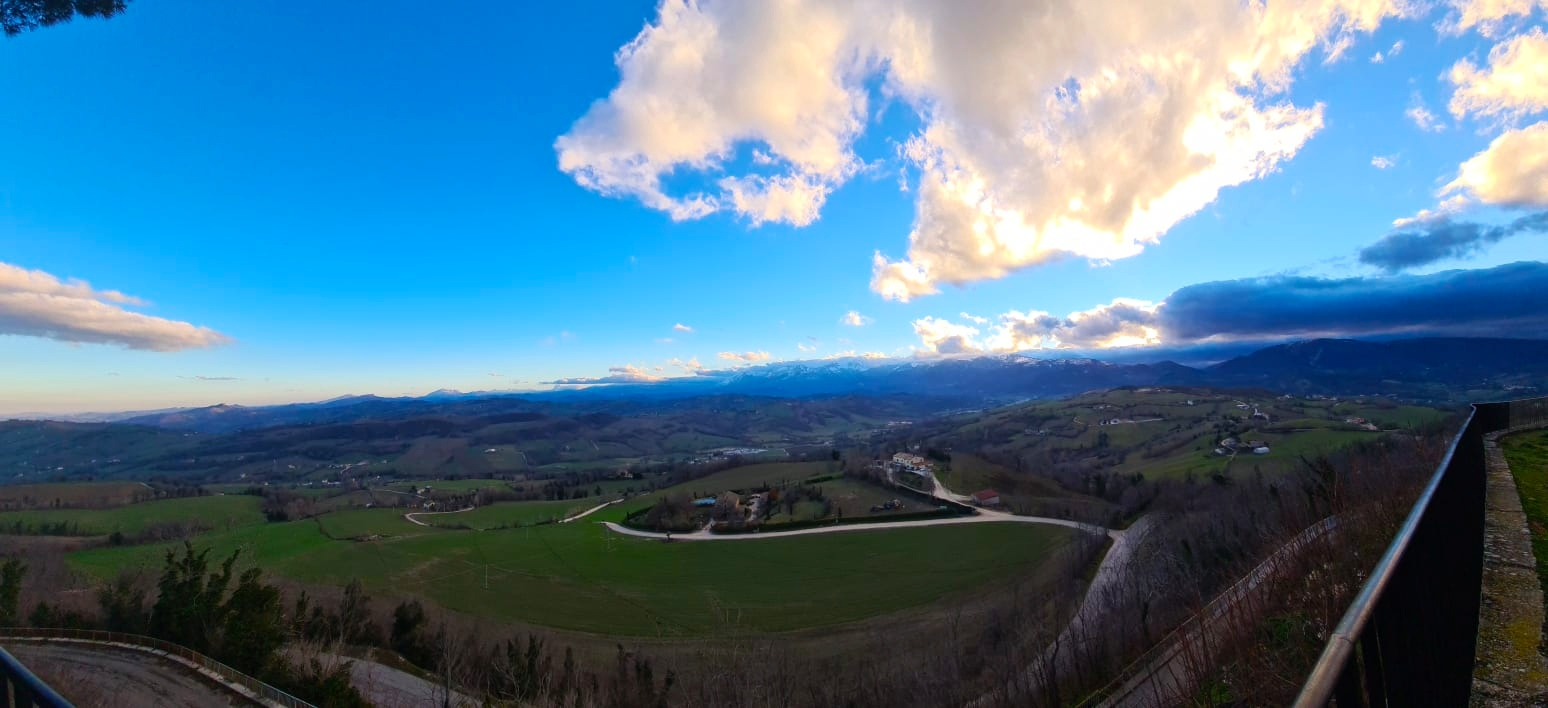
Panorama da San Ginesio verso sud-ovest: ben visibile è "Pian di Sangue", luogo in cui i fermani vennero sconfitti

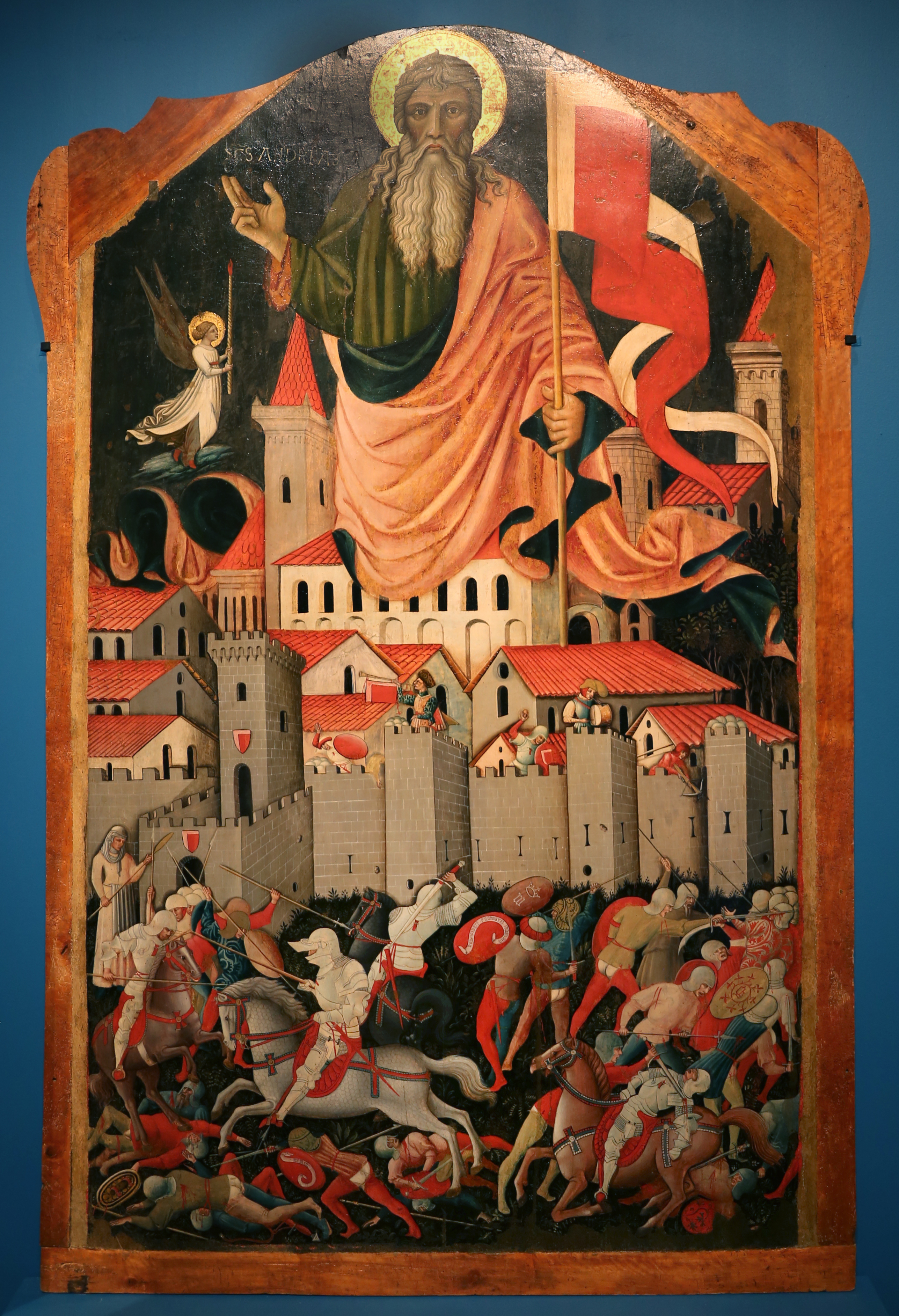
Il Quadro di Sant'Andrea, rappresentazione del momento della battaglia a San Ginesio tra ginesini e fermani

Ben risapute nella storia locale sono le diatribe militari tra San Ginesio e la famiglia nobile sarnanese Brunforte, che videro vittoriose il libero comune. I possedimenti della famiglia erano minacciati dall'espansione ginesina e dall'autonomia che si stava instaurando nel Comune di Sarnano. Quando la famiglia si istaurò in Italia, possedeva sotto il suo dominio numerosi territori, quali Roccacolonnalta e San Liberato. Fu proprio nel 1265 che San Ginesio decise di attaccare il castello, con l'appoggio del Cardinale Simone Paltanieri, poiché nello stesso anno Rinaldo Brunforte subì alcune condanne dallo Stato Pontificio. Lo stato di assedio durò fino al 1272, quando venne riconfermato il dominio dei Brunforte. Nello stesso anno alcune famiglie decisero di fuggire dal territorio di Roccacolonnalta e di rifugiarsi a San Ginesio, che agì militarmente nel 1273 contro la famiglia. Rinaldo, temendo di non resistere all'assedio, si appellò al rettore della Marca che condannò i ginesini al pagamento di una somma di denaro il 16 febbraio. Scoprendo che le famiglie di Castelvecchio sostenevano segretamente la causa dei Brunforte, San Ginesio occupò e distrusse il loro castello; seguì condanna da parte del rettore della Marca contro i ginesini. Nel 1278 Niccolò III ordinò al Comune di restituire le conquiste a Roccacolonnalta, ma nel 1330 acquistò sia l'eremo di San Liberato che il castello di Roccacolonnalta dalla famiglia.
A causa delle continue guerre esterne e delle faide interne, le costituzioni egidiane del XIV secolo, promulgate dal cardinale Egidio Albornoz al fine di mettere ordine nel Patrimonio di San Pietro mentre la sede papale era in Francia, ad Avignone, assegnarono l'irrequieto Comune ai duchi Da Varano di Camerino che lo governarono dal 1355 fino al 1434, prima sotto forma di vicariato e poi di feudo. I primi della dinastia furono Berardo I da Varano e Gentile II da Varano, ma i loro successori, che a molti cittadini sembravano esercitare la tirannide, furono cacciati dal popolo.
Durante il governo dei Da Varano la disputa con i Fermani non cessò; anzi San Ginesio divenne il confine tra la Signoria camerte e l'antagonista Marca di Fermo, cioè il baluardo da aggredire o da difendere in mezzo a due realtà territoriali parimenti ambiziose e confliggenti. Nel 1258 San Ginesio intraprese una delle prime lotte contro i Fermani: nonostante aver sostenuto la causa della "Confederazione degli Stati delle Marche", ovvero un'unione di potenze, tra cui Fermo, contro lo Stato Pontificio, si trovò costretta pena di scomunica ad agire militarmente contro i fermani. La lotta vide vittoriosa San Ginesio, che in ricordo realizzò un campanone con scritto "Campanam hanc confectam ex bellicis tormentis, quibus, jubente Alexandro IV P.M. Firmani Populi ab Apostolica Sede deficientes profligati fuerunt", ovvero: "[i ginesini fusero] questa campana fatta con gli strumenti bellici, con i quali per ordine di Alessandro IV Pontefice Massimo, furono messi in fuga i Popoli Fermani, che si erano ribellati alla Sede Apostolica".
Nella notte del 30 novembre 1377 i fermani, guidati da Rinaldo di Monteverde, tentano una penetrazione notturna dalla parte di Brugiano, il luogo più scosceso e meno difeso del paese: Una giovane fornaia, conosciuta come "La fornarina", che sta avviando il forno, li scopre e dà l'allarme ai ginesini sorpresi nel sonno. I nemici vengono cacciati dopo una battaglia che si svolge ai piedi delle mura in un piano che da allora viene chiamato "Pian del Sangue", mentre la battaglia prende il nome di battaglia della Fornarina.

### La caduta del governo, il controllo dello Stato Pontificio e l'antisemitismo
Nel XV secolo San Ginesio, come altri paesi europei, furono luoghi dove si manifestò l'antisemitismo. Nel 1409 papa Gregorio XII arruolò 220 armigeri condotti dal guelfo Rodolfo Da Varano e dai figli, e il loro stipendio era pagato dalle tasse dei giudei del comune. Tale tassa nel 1408 era di 9 ducati circa e nel 1414 salì a 14 ducati. Nel 1448, gli ebrei di San Ginesio appaiono nella relativa elencazione fra i contribuenti mediocri.
Essi vengono descritti come comunità ebraica "molto attiva fin dagli inizi del secolo XIV, con scambi con Recanati, Fermo, Regno di Napoli e la Toscana". Cacciati i Da Varano dal governo della Terra nel 1433, San Ginesio credette di recuperare la sua libertà quando a partire dal 1455 tornò definitivamente sotto il controllo dello Stato della Chiesa, come terra "immediate subiecta" al papato, condizione che conservò per tutto il resto del periodo di antico regime fino all'Unità d'Italia. L'indebolimento della casata dei Da Varano favorì la discesa del condottiero milanese Francesco Sforza che nel 1434 assoggettò un gran numero di territori della Chiesa, che furono poi liberati nel 1443 dall'altro Capitano di Ventura Niccolò Piccinino, al soldo del papato. A partire dal 1445 San Ginesio riconobbe pacificamente la sua appartenenza al dominio pontificio, di cui peraltro non aveva mai smesso di essere suddito. Tra il 1450 e l'elezione al soglio pontificio di papa Pio II Piccolomini vi fu però qualche tentativo di restaurare il regime precedente. Trecento sembra fossero gli autori del complotto che vennero individuati e che, esiliati, trovarono riparo nel comune di Siena. Il loro comportamento in questa città fu così lodevole e irreprensibile che i suoi governanti inviarono ambasciatori senesi a San Ginesio per difendere la loro causa presso la magistratura ginesina, ottenendone il perdono e il permesso di rientrare in patria. Accompagnati da esponenti della città di Siena, gli esuli si presentarono alla "Porta Picena" recando in dono un crocifisso, il Crocifisso degli Esuli, in segno di pace e, in segno di concordia, gli Statuti senesi sui quali adeguare il nuovo ordinamento municipale che, redatto sul modello senese, papa Pio II approvò nel 1458.

## Cinquecento
San Ginesio all'inizio del secolo venne colpito da una forte epidemia di peste e si chiuse con una letale contaminazione di tifo petecchiale. Le malattie colpirono notevolmente i ceti bassi, con una conseguente decimazione dei contadini che causò una carestia, Ad aumentare le problematiche economiche fu una tassa sul pane imposta da Roma, alla quale si ribellò il Castello di Ripe. Lo stato di belligeranza costosissimo e non risolutivo durò dieci anni.
San Ginesio, nella Marca di Ancona, subì le conseguenze delle scelte autoritarie dei papi che si succedettero al Soglio di Pietro, nella doppia funzione di autorità spirituali e di sovrani temporali, a capo di uno stato supportato da una burocrazia amministrativa diventata efficiente e soffocante. L'accorta classe sanginesina degli ottimati, non intravedendo più grandi prospettive nell'imprenditoria e nei commerci che avevano arricchito le generazioni precedenti, investì sulla formazione universitaria dei figli per l'accesso alle professioni liberali. Questo fatto generò conseguenze a volte costruttive, altre volte pericolose. Ciò fu un fatto non comune che la stesura del nuovo Statuto cittadino, che resterà in vigore fino all'Unità d'Italia, fu intrapreso esclusivamente da giuristi del luogo. Altro segno d'orgoglio cittadino, in un momento storico in cui l'autonomia locale si spegneva via via nel rigido accentramento verticistico della politica papale, fu la delibera del Magistrato di far scrivere la storia di San Ginesio, sulla scorta dei documenti di quello che al tempo era chiamato Archivio segreto. Un altro guizzo di vivacità e di condivisione di un fenomeno che andava pervadendo le corti delle Signorie italiane, fu la costruzione di un teatro in legno della capienza di mille posti per rappresentare le commedie che la gioventù ginesina si dilettava a scrivere e a recitare, con largo seguito di spettatori.
Dall'altro lato, però, insieme al maggior grado d'istruzione, penetravano nel luogo le istanze religiose che silenziosamente contaminavano alcune Università e qualche Corte signorile, restando più o meno scritte in alcuni libri che gli stampatori diffondevano, all'inizio incontrando l'entusiasmo dei vari sovrani, per poi trasformarsi, dopo i primi venti anni del secolo, in diffidenza e volontà di controllo sulle pubblicazioni.

### La famiglia Gentili e i casi di eresia
San Ginesio restò coinvolta in due importanti processi per eresia. Prima che ciò succedesse, i padri gesuiti, inviati a fare una ricognizione in loco, descrissero il paese come “Rifugio di Luterani” nel quale avrebbero dovuto usare tutta la loro forza di persuasione per riportare alla confessione e alla comunione nella chiesa maggiore numerosi cittadini che si erano allontanati dai sacramenti, stanandoli dalle “Conventicole” (leggi: chiese delle Confraternite). I gesuiti e domenicani, che a partire dalla seconda metà del secolo non fecero mancare la loro presenza in San Ginesio. Evidentemente, né il transito di gesuiti e domenicani, né il terrore per il controllo del Sant'Uffizio convinsero gli eretici ginesini a ritornare sulla retta via, tanto che nove di loro vennero imprigionati a Roma, e deferiti all'autodafé che si svolse nel maggio del 1568, pubblicamente e con grande apparato di cardinali, nella basilica di Santa Maria sopra Minerva.
Una delle famiglie coinvolte fu quella dei Gentili: i due medici Pancrazio e Matteo Gentili, rappresentanti dell'antica aristocrazia ginesina. Nel 1579 Matteo, medico ad Ascoli Piceno e politico a San Ginesio, fuggì dalla penisola italica dopo varie denunce dal tribunale inquisitoriale e dopo l'arresto di alcuni membri della Confraternita del Sacro Cuore di Gesù di cui Matteo era priore, dirigendosi verso il Sacro Romano Impero, precisamente in Germania, portando con sé il figlio primogenito Alberico e più tardi furono raggiunti da un altro figlio più giovane, Scipione. I due fratelli si separarono dal padre e si recarono a Tubinga, una città universitaria: Scipione rimase lì, mentre Alberico, dopo un soggiorno ad Heidelberg e uno a Neustadt, a metà del 1580 giunse a Londra come esule. Il processo in contumacia ai fuggitivi si concluse nel 1581, con la damnatio memoriae dei loro nomi da tutti i documenti pubblici. La fuga compiuta dai membri della famiglia trascinò in disgrazia anche altri cittadini e la famiglia stessa, che tra enormi sofferenze sarà condannata aqua et igni (perdita dei beni e all'allontanamento da ogni carica pubblica) per almeno tre generazioni. Lucrezia Petrelli, moglie di Matteo e madre di Alberico e Scipione, lì diseredò dal testamento.
Alberico e Scipione conquistarono titoli e posizioni importanti nelle società protestanti: Scipione divenne rettore di Altdorf, Università della libera città di Norimberga in Germania; mentre Alberico lavorò per la monarchia inglese, diventando sia avvocato reale, sia Professore Regio di Diritto romano presso l'Università di Oxford. In quanto autore del De iure belli nel 1598, è tuttora reputato uno dei padri fondatori del Diritto internazionale moderno.
L'eresia però gravò sulla cittadina per i soliti tre anni della procedura, minacciando di scomunica, rallentando le attività comunali, come la stampa del nuovo Statuto comunale, che vevve effettuato nel 1582 a Macerata. La Descrizione della Terra di San Ginesio, stilata nel 1592 da un letterato locale all'attenzione del Vescovo di Camerino, fotografò la situazione come ricca di risorse, ma al momento molto impoverita.

## Seicento
In vista del Giubileo del 1600 indetto da papa Clemente VIII, i ginesini inviarono a Roma una riedizione della processione, “Il Trionfo della Chiesa”, che le confraternite locali fecero sfilare durante il Giubileo indetto da papa Gregorio XIII nel 1575. La partecipazione di confraternite e cittadini manifestò la volontà espiatoria di una comunità che, coinvolta in processi inquisitori nel 1567-1570 e di nuovo nel 1578-1581, volle dichiarare la sua totale sottomissione al Papa di Roma. Lo stesso papa ne fu toccato e decretò il dono delle braccia sinistre di Genesio di Roma e sant'Eleuterio Martire.
Per l'arrivo delle “Sante Braccia”, dove intercedette il cardinale Pallotta, le confraternite fecero fabbricare due braccia in argento, custodite nella Collegiata dentro una cassa di ferro. L'ingresso delle reliquie fu l'occasione di un'altra processione accompagnata dai rintocchi delle campane di tutte le chiese.
Con il dono della Santa Croce, da parte della famiglia Onofri, i ginesini attuarono una terza processione in tutto il territorio.
Alcuni anni dopo il corteo del Magistrato e dei cittadini diede tutti gli onori a un membro della potente famiglia Tamburelli che divenne vescovo. Gli onori vennero concessi per interesse, poiché il capitano Giovanni Benedetto Tamburelli volle finanziare la cantoria della Collegiata e la cappella sottostante commissionate alla bottega degli artisti ginesini Giuseppe e Domenico Malpiedi.
Mentre il fervore delle opere di matrice religiosa venne fatta sviluppare ardentemente, impegnando tutte le risorse umane ed economiche del comune, la lavorazione della lana entrò in crisi, restringendo il suo commercio all'interno del territorio comunale. Una ripresa venne attuata modificando gli statuti comunali, controllando quotidianamente le tessitrici, la qualità dei tessuti prodotti e l'uniformità delle unità di misura, strumenti che vennero marcati col sigillo della comunità.
Turba la serenità di questo periodo un uomo che, guardando vecchi documenti di famiglia, venne a sapere che, nel corso delle passate guerre con Fermo, un suo antenato Adami venne condannato a morte a San Ginesio. Assoldata gente armata e approfittandosi della processione lauretana che teneva i ginesini occupati, volle assaltare e danneggiare l'antica Torre di Morro, monumento e baluardo della difesa sulla via di Ripe San Ginesio, a poca distanza dalla cittadina. Accertato il reale svolgimento dei fatti, la questione venne risolta senza danneggiare i rapporti tra le due città; l'attentatore venne condannato alla galera a vita e a riparare il danno arrecato.
Il secolo si chiuse proprio male, infatti il 1699 si iniziò con un vento che scoperchiò le case, e che di nuovo venne a funestare il luogo all'inizio dell'estate, portandosi dietro una grandinata di chicchi grandi che distrussero ogni raccolto della campagna, ragione per cui i viveri divennero carissimi.

## Settecento
Il Settecento è conosciuto come il secolo dei terremoti. La sequela delle scosse iniziò ad abbattersi sul il 14 gennaio e il 2 febbraio 1703, con due terremoti avvenuti rispettivamente nella zona della Valnerina e dell'aquilano. Non ci furono morti, ma molte case restarono gravemente lesionate. Per la mancanza di vittime la popolazione cantò inni di ringraziamento al Crocifisso senese. Nel giugno 1730 una seconda scossa violenta proveniente sempre dalla zona della Valnerina, che colpì il paese con un'intensità V MCS, costrinse gli abitanti ad abbandonare le case e a decidere di portare in processione il Crocifisso, impetrando che li salvasse da un'ulteriore rovina. La terribile sequela sismica si concluse solamente nel luglio del 1799 quando a Cessapalombo avvenne una violentissima scossa di terremoto che obbligò gli abitanti a fuggire nuovamente dalle case. Questa volta il paese venne colpito da una scala VIII MCS che causò nel crollo del soffitto di un'abitazione la morte di una bambina e il campanile della chiesa di Sant'Agostino precipitò. Tutta la Marca e altre parti d'Italia sentirono la scossa, che colpì San Ginesio con un'intensità VIII MCS. Il Consiglio comunale decise di ringraziare per lo scampato pericolo il protettore di Ascoli Piceno, sant'Emidio, santo che ha sempre preservato quella città dalle conseguenze dei terremoti. D'accordo con il Capitolo della Pieve Collegiata, si deliberò di erigere, a spese comunali, un altare a sfondo dalle parti del fonte battesimale, abbellito da un quadro del Malpiedi, dedicato al vescovo di Treviri venerato ad Ascoli, che si unisce con l'altro dello stesso pittore, dedicato a san Carlo Borromeo, collocato nell'altare a sfondo di rimpetto sull'altro lato.
La questione dei confini con Sarnano, ritornò a far discutere i due comuni in questo periodo. Già le prime problematiche iniziarono alla fine del XVII secolo, con i sarnanesi che rivendicavano il possesso della chiesa e convento di San Liberato. La lite venne sedata a favore di San Ginesio, anche grazie all'intervento papale. Gli abitanti di Sarnano non si accontentarono e vollero ottenere la riconoscenza del territorio di Rocca Colonnalta. A questa rivendicazione si associavano gli abitanti della pendice del Monte Ragnolo, tra Vallato e Rocca, che pretendevano riconosciuto il diritto sulle loro terre. L'azione legale si concluse solo nel 1789 con la sentenza definitiva che confermava i tradizionali confini con Sarnano e condannava i massari di quelle Ville, non riconoscendo loro alcun diritto, salvo quello di pascere e fare legna sotto la dipendenza di San Ginesio.
I terremoti connotano e condizionano il secolo, riducendo alla povertà la confraternita di San Tommaso che per tutto il secolo si dibatte tra lavori di consolidamento del complesso e cause con l'architetto impresario che, pur avendo proceduto alle opere senza troppa scienza e coscienza, usufruisce di una sentenza favorevole. Di fronte a questa situazione il Capitolo Vaticano, titolare dello juspatronato sulla chiesa e ospitale, invia visitatori; tra questi l'abate Telesforo Benigni, personaggio di notevole caratura che, avendo preso in moglie una Barbi, figlia di illustre famiglia del luogo, si ferma oltre il suo mandato e, da storico antiquario qual era, oltre a stendere una Relazione della Visita, che è una puntigliosissima e preziosa storia della confraternita, scrive anche una documentatissima “Storia Illustrata” di San Ginesio in due volumi (Fermo 1590 e 1595), che viene riportata in tempo reale nella collezione delle “Antichità Picene”, raccolte a cura di Giuseppe Colucci.
Se questo secolo per San Ginesio è quello dei terremoti, in tutta Europa e nel Nuovo Mondo è il “Secolo dei Lumi e delle Rivoluzioni”, percorso da altri squarci ben più incisivi e sommovimenti talvolta tragici. Le guerre di successione che percorrono l'Europa, in Italia si traducono in un mutamento geopolitico che segnerà il destino della dinastia dei Savoia; della Lombardia, passata dagli Spagnoli all'imperatrice Maria Teresa d'Austria; della Toscana ai Lorena e, in prospettiva, anche della gloriosa Repubblica di San Marco, ormai languente in un conservatorismo terriero che nulla ha a che fare con la sua passata proiezione marinara. Lo Stato della Chiesa risulta in effetti l'unico a rimanere impermeabile ai cambiamenti e alle novità del mondo.
Ciò che invece ferveva a San Ginesio, come altrove in quello stato governato dalle gerarchie ecclesiastiche, era la cultura, ovvero la curiosità per le nuove aperture storiografiche e le nuove applicazioni tecnologiche, germinate dalla scienza nuova sviluppatasi sul piano teorico nei due secoli precedenti. Non sorprende che promotori e diffusori di queste nuove aspettative fossero proprio i padri caracciolini che nel loro convento avevano istituito un'Accademia detta degli Stellati, dove si tenevano conferenze sulle belle lettere, le scienze e la musica, attività nelle quali gli aderenti erano sollecitati a cimentarsi, con componimenti musicali e teatrali, discussioni sulle nuove tendenze nella coltivazione delle terre, sulla storia patria e su quella contemporanea. Non è un caso quindi che ben due autori si dedichino nuovamente alla narrazione della Terra, il Morichelli Riccomanni, nella “Cupramontana Ginesina” (Loreto 1760c), con una interessante ipotesi che sposta all'indietro, a epoca romana, la data di fondazione di San Ginesio convenzionalmente accettata. Pur attenendosi allo stile di scrittura tradizionale, questa, rispetto alle narrazioni passate, lascia trasparire la novità dei tempi nell'interesse per e nella descrizione delle architetture del luogo, quelle esistenti e quelle di cui si conservano vestigie.
Diverso invece è l'approccio del Benigni che nell'opera citata s'ispira più o meno al metodo rigorosamente scientifico della nuova storiografia inaugurata dal quasi coevo storico, letterato ed erudito Ludovico Antonio Muratori (1672-1750), basata su ricerca e studio della documentazione archivistica. Si può dire quindi che qualcosa dei fermenti culturali internazionali penetra nella comunità di San Ginesio che, proprio grazie agli scritti dell'abate dopo due secoli di silenzio, incontra e riscopre la famiglia Gentili, Pancrazio e Matteo, e in particolare i figli di questo, Alberico e Scipione, le cui opere, pur bandite dalla censura dell'Indice dei Libri Proibiti, cominciavano a essere timidamente e solo in parte stampate in Italia: a Venezia, dal matematico, ingegnere e architetto Giovanni Poleno (Utriusque Thesauri Antiquitatum Romanorum Graecarumque nova Supplementa congesta, Vol. I, Venezia, 1737); a Napoli, nel momento storico convulso di circolazione clandestina di opere al bando, da uno dei più importanti e capaci librai lì operante, il francese Giovanni Gravier (Napoli, Scipione, Opera Omnia, 1763-1769; Napoli, Alberico, 1770, Opera Juridica Selectiora vol I e II, De Iure Belli, De Armis Romanis, e Ad titulum D. verborum significatione).
Insomma, un piccolo passo verso uno squarcio di luce anche per San Ginesio, mentre il mondo correva altrove lontano. In Inghilterra nacque la cosiddetta “Rivoluzione industriale” e tredici colonie inglesi del Nuovo Mondo si unirono nella ribellione alla madrepatria, dando luogo alla “Rivoluzione americana” dalla quale nacquero gli Stati Uniti d'America. In Francia ebbe origine l'Illuminismo, fu pubblicata l'Encyclopédie ou Dictionnaire raisonné des sciences, des arts et des métiers; nell'ultimo decennio del secolo si visse tutta la “Rivoluzione Francese”, con la decapitazione dei Sovrani, l'abbattimento dell'Ancien Régime, il Terrore, la nascita del Direttorio, e la prima calata in Italia del giovane generale Napoleone Bonaparte, preceduto dall'eco del motto rivoluzionario: “liberté, égalité, fraternité”.

## Ottocento

### Età napoleonica e Risorgimento

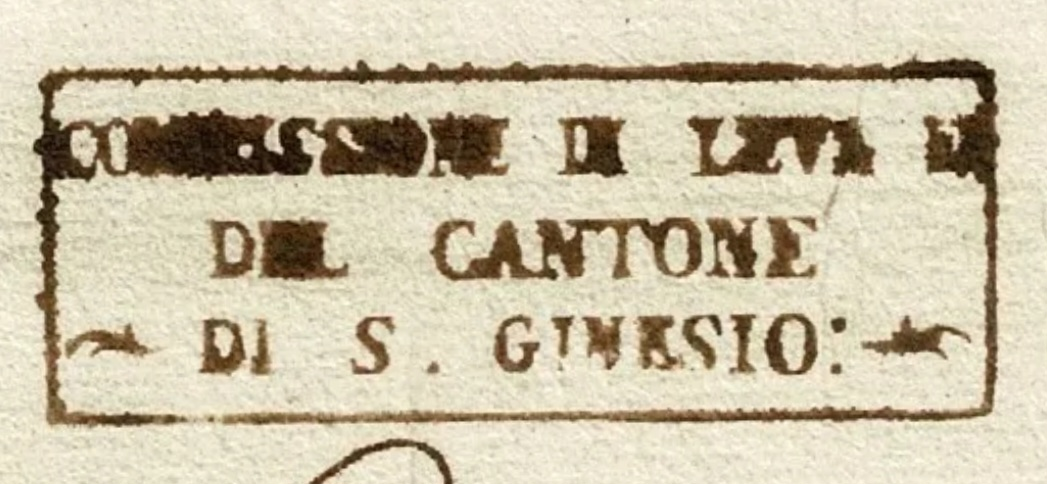
Timbro della Commissione di leva del Cantone di San Ginesio

Nel XIX secolo la storia di San Ginesio seguì la storia europea di Napoleone Bonaparte. Durante la Repubblica Romana entrò a far parte del Distretto di Camerino, uno dei 13 cantoni che formavano il Dipartimento del Tronto, ma con l'annessione delle Marche al Regno d'Italia, fu separata da Camerino e divenne sede cantonale del Distretto di Fermo. Come sede del 3º Distretto del Dipartimento del Tronto fu residenza di un Vice-Prefetto e degli uffici del Censo, Bollo e Registro, Demanio, Dispensa dei Sali e Tabacchi. Solo nel 1811 però che San Ginesio divenne dipartimento, aggiungendosi a quelli già esistenti di Ascoli e Fermo. Sotto la sua giurisdizione ebbe numerosi comuni e frazioni, come Ripe, Camporotondo, Caldarola, Cessapalombo, Vestignano, Sant'Angelo in Pontano, Gualdo, Roccacolonnalta con Monastero, Morico, Colmurano, Montegiorgio con Monteverde, Mogliano, Falerone, Montappone con Massa e Monte Vidon Corrado, Francavilla d'Ete, Cerreto con Alteta, Loro, Sarnano, Amandola, Montefalcone con Smerillo, Monte San Martino e Penna San Giovanni.
Con la disfatta di Gioacchino Murat nel 1815, gran parte degli uffici furono trasferiti altrove, ma in pratica nulla cambiò sotto il governo provvisorio austriaco e quello pontificio, fino al riassetto territoriale voluto da Pio VII nel 1816 con la creazione delle delegazioni apostoliche che avrebbero costituito il nucleo delle future provincie dell'Italia unita.
Il 24 giugno 1817, durante la notte di San Lorenzo, a Macerata avvenne il primo moto carbonaro, che coinvolse vari ginesini iscritti alla vendita del carbone in paese. Ad essere arrestati furono:
- Gabriele Clementini (?-?): condannato a 7 anni di galera. Morirà poco dopo il 1817
- Ignazio Gentili (1791-Civita Castellana, 1823) e Raffaele Gentili (1793-1874): due fratelli condannati a 7 anni a Civita Castellana. I fratelli Gentili ed altri carbonari si riunirono proprio nella loro casa a San Ginesio per l'organizzazione del moto il 27 dicembre 1816[34]
- Raffaele Gentili (?-?): incarcerato a Pesaro
- Dionisio Germani (?-Pesaro, 1821): condannato alla galera. Nel 1818 sarà trasferito a Pesaro fino alla morte
- Bernardino Grasselli (?-?): incarcerato a Pesaro
- Gianfilippo Leopardi (1793-1875): condannato a 7 anni di galera da scontare tra Civita Castellana e Perugia. Leopardi era a capo di una società segreta locale di liberali
- Giuseppe Leopardi (?-?): incarcerato a Pesaro
- Raffaele Migliarelli (1771-1843): condannato a 7 anni di galera a Civita Castellana
- Giuseppe Antonio Migliorelli (1782-1864): condannato a 7 anni di galera, di cui 5 scontati a Perugia e 2 a Civita Castellana. Parteciperà anche ai moti del 1931
- Aniceto Mochi (1771-1843): condannato a 7 anni di galera a Civita Castellana. Parteciperà ai moti del 1931

Le punizioni non estirpò il sentimentalismo patriottico dei ginesini che si verificò nuovamente in occasione dei moti del 1831, che interessarono in particolare l'antico regime pontificio. Il risentimento nei confronti dello Stato Pontificio iniziò già nel 1930, quando nel Comune vennero arrestate alcune persone considerate "agitatori". A partecipare ai moti del 1931 furono il generale Raffaele Bruti (1807-Signa, 1874), Antonio Leopardi, Raniero Mazzabufi, Filippo Mazzocchetti, Giuseppe Antonio Migliorelli, Aniceto Mochi, Illusione Morichelli e Raffaele Petrelli. Nel 1848, a favore della Seconda Repubblica Romana, moriranno a Vicenza Giuseppe Puccinelli e Costanzo Severini.

### Nascita del Regno d'Italia e modifiche al paese
La battaglia di Castelfidardo del 18 settembre 1860 segnò le sorti di una nuova Italia: già il 20 settembre il Comune aveva designato la sua Commissione Provvisoria Municipale, guidata da Aristide Morichelli d'Altemps e confermata in ottobre dal commissario generale straordinario delle Marche, Lorenzo Valerio. Con l'annessione di Marche e Umbria nel nuovo Regno d'Italia, su 1 636 elettori maschi aventi diritto al voto, 1 184 votarono per il sì, nessuno per il no, mentre i “non comparsi” furono 452. 
A San Ginesio questi primi anni "unitari" furono caratterizzati dalla generosità, dalla rettitudine e dalla capacità imprenditoriale di quella classe borghese nobile, intellettuale e liberale che aveva sentito profondamente la causa nazionale, ma le istituzioni pubbliche e religiose, come l'ordine degli agostiniani subirono un cambiamento. L'istruzione pubblica ginesina, con la conseguente soppressione degli ordini religiosi, ottenne il convento degli Agostiniani. Nacque così, nel 1881, la Scuola Normale Superiore Statale, che cambiò nome nel 1887. La scuola, che aveva anche un convitto per gli alunni, fino alla Riforma Gentile fu intitolata a Matteo Gentili. Anche il Palazzo Defensorale del XIII secolo, situato in Piazza, venne modificato: il Comune che vi sorgeva sin dal medioevo venne trasferito presso il convento francescano lungo via Capocastello, sottratto all'ordine francescano, e al suo posto venne eretto nel 1877 il teatro comunale Giacomo Leopardi.
Di grande importanza furono i primi interventi stradali: tutto il territorio di San Ginesio venne completamente rivisto, a partire dalle strade interne del paese fino a quelle situate in campagna. Proprio in questo periodo venne realizzata l'attuale SP 45 Falerense-Ginesina e, nonostante il resto del manto stradale delle strade fosse tutto in breccia, le vie vennero riviste per correggere le ripide salite, i vicoli stretti e gli ingressi angusti, per dare spazio a strade più facilmente percorribili, ma più lunghe. Nel 1850 uno dei quadri di Domenico Malpiedi pianse per la seconda volta, mentre nel 1882 il cimitero comunale estende i suoi possedimenti terreni al vicino convento francescano oramai privo dell'ordine, in quanto soppresso dal governo napoleonico. Nel 1884 l'amministrazione comunale venne coinvolta per la creazione di un comitato per il prolungamento della ferrovia Porto San Giorgio-Amandola, così da realizzare un collegamento verso l'Umbria, senza però mostrare interesse.

### Il terremoto del 12 marzo 1873
Durante la nottata del 12 marzo 1873, alle ore 20:04 (UTC+1) i sismografi registrarono il verificarsi di un terremoto di grande magnitudo della scala Mercalli. Il sisma risultò inquadrabile unicamente in una zona ristretta dell'Italia, tra San Ginesio (comune dell'epicentro) e Camerino. Nonostante ciò, le osservazioni macrosismiche furono avvertite da 196 paesi, 185 italiani, 8 croati, 2 sloveni e 1 svizzero. Il Comune di San Ginesio fu il maggiore a subire danni: la località Morello, una frazione abitata da 6 famiglie circa venne completamente rasa al ruolo incendiandosi, il centro storico vide crolli strutturali di 70 case e della chiesa di San Francesco, le chiese di San Tommaso e Barnaba e la Pieve Collegiata subirono alcuni danni e ulteriori danni si verificarono in tutto il territorio del contado. Nello stesso tempo a Camerino, il secondo paese più danneggiato, il terremoto causò danni diffusi in tutta la zona dell'abitato, colpendo maggiormente le case coloniche della campagna, la chiesa di Sant'Antonio, l'università e la prefettura.

### La riscoperta del giurista Alberico Gentili

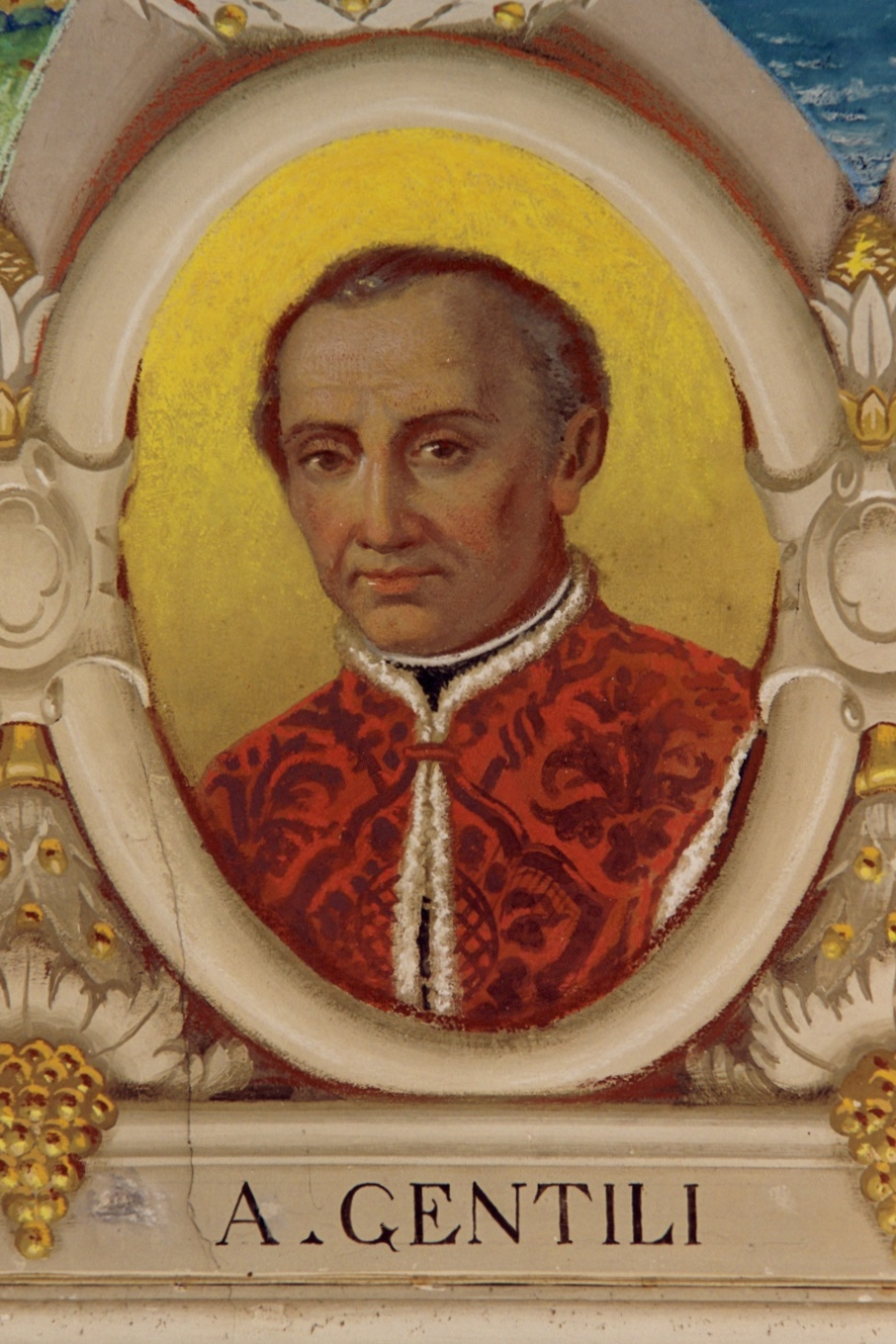
Alberico Gentili

Dopo essere stato oscurato nel seicento e nel settecento e dopo essere stato censurato in Italia dallo Stato Pontificio, nel novembre del 1874 Thomas Erskine Holland, nominato professore della neonata cattedra di Diritto internazionale e Diplomazia presso l'università di Oxford, pronunciò la sua conferenza iniziale incentrandola sulla figura di Alberico Gentili, dichiarando e dimostrando che lui con la sua opera,  il De iure belli, può essere considerato come uno dei padri fondatori del diritto internazionale. La notizia venne ben accolta nel territorio italiano: l'ambasciatore italiano informò il Ministero degli esteri, il quale si rivolse all'università di Macerata che, proprio in quel tempo stava lottando per la sua sopravvivenza nel nuovo Regno. Il referente dell'Università, il giornalista Pietro Sbarbaro, si mise subito in contatto con l'amministrazione comunale di San Ginesio per raccogliere informazioni riguardo alla figura del giurista. Una volta riscoperta la figura del Gentili, nacquero nuove idee per omaggiarlo, come quella di richiedere le spoglie alla chiesa anglicana di Londra, di formare un Comitato Internazionale per le onoranze e di erigere un monumento alla sua memoria. Fu proprio così che, nel 1875, il Consiglio Accademico dell'università di Macerata, per impulso di Sbarbaro, deliberò la costituzione del Comitato internazionale per il monumento al Gentili, che nacque in Campidoglio: questa idea venne accolta benevolmente in tutto il continente europeo: Otto von Bismarck fu uno dei leader europei ad aderire, insieme al professore dell'università Ludwig Maximilian di Monaco Franz von de Holzendorff. Il giurista Édouard René de Laboulaye fu scettico nei confronti della scelta di Bismarck che reputava insincera. Altre figure importanti, come Giuseppe Garibaldi e Aurelio Saffi, aderirono al Comitato.
Mentre il Comitato italiano raccoglieva le offerte in una banca romana, il Comitato internazionale non riuscì a recuperare le spoglie del Gentili, in quanto disperse a causa di un'inondazione del Tamigi. Per recuperare al danno, venne eretta nel 1877 una targa monumentale nella chiesa anglicana di Saint Elen Bishopsgate. In attesa del monumento, l'amministrazione comunale di San Ginesio dedicò ad Alberico la piazza maggiore, a Scipione il corso e a Matteo Gentili la Scuola Normale, Perugia eresse una targa nella sua università a ricordo del celebre allievo, Roma eresse un busto al Pincio, nel Viale dei Giuristi, e lo effigiò nel soffitto della Sala Gialla del Ministero grandioso (ora sede del MEF) e l'università di Macerata, edificando la nuova Aula Magna, la dedicò ad Alberico.

### Il ritrovamento dei primi reperti archeologici piceno-senoni

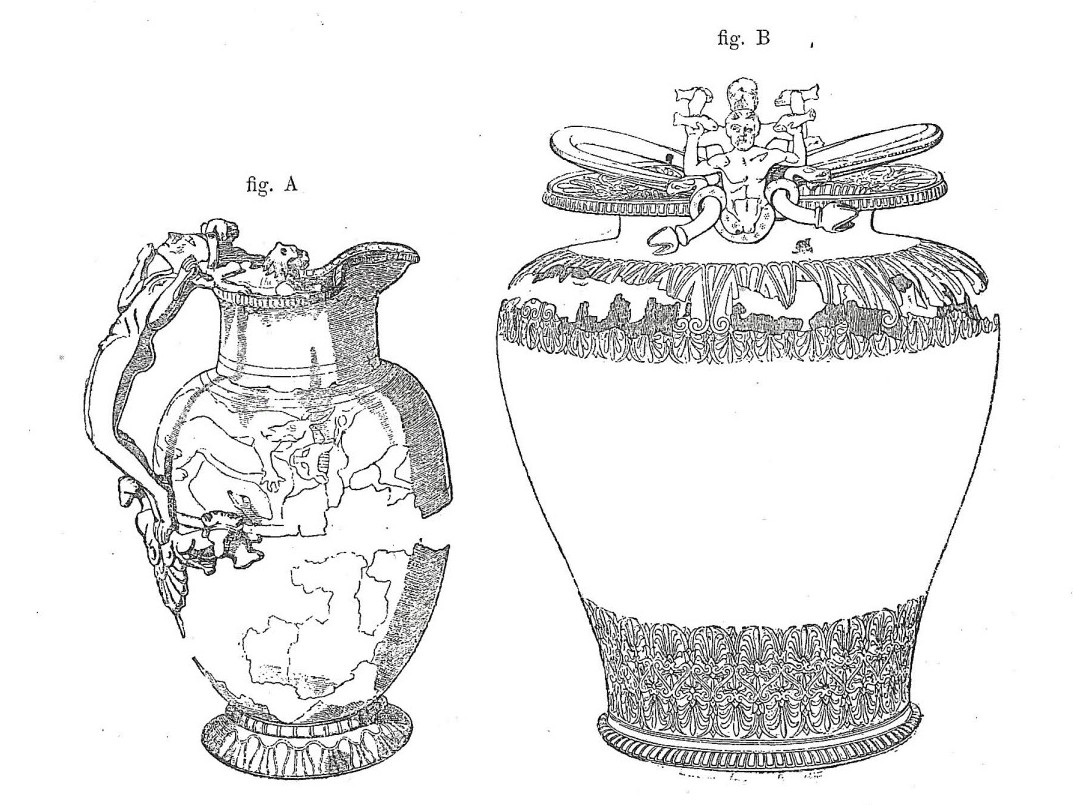
Disegno dell'oinochoe (fig. A) e della situla (fig. B) ritrovati nel 1883 e oggi conservati al Badisches Landesmuseum di Karlsruhe

Nel 1883, fuori dalla cinta muraria del paese, precisamente nei pressi di Porta Picena, avvenne il ritrovamento di alcuni reperti di origine, celtica senone o picena. I reperti vennero ritrovati casualmente, quando un tale Scarpini, che per lavoro estraeva pietra arenaria da un campo, riportò alla luce alcuni contenitori di bronzo. I due contenitori, successivamente identificati come un oinochoe e una situla, invogliarono il cercatore a scavare ulteriormente per trovare altri reperti, ma lo scavo si fermò solo quando venne ritrovato uno scheletro. I resti del corpo erano accompagnati dal corredo e il cranio era circondato da un filo d'argento, che venne venduto e fuso.
Saputo ciò, il sindaco Aristide Morichelli d'Altemps e il segretario comunale Alfonso Leopardi invitarono l'archeologo Aristide Gentiloni Silverj a compiere alcuni scavi nel territorio comunale, per evitare ulteriori furti e distruzioni dei reperti visto che Scarpini, pensando che questi vasi che lui definì "di metallo verde" contenessero oro, li distrusse e rimanendo deluso di non trovare nulla inviò i resti ad un suo amico di Roma che vendette tutto ad un privato ignoto. Il conte Gentiloni Silverj riportò alla luce numerosi reperti, dove tra i più importanti ricordiamo un manico di una tazza, alcuni vasi di bronzo, un elmo, una casside, un recipiente a forma di cuccuma, una spada in ferro, un'anfora, una punta di una lancia, resti di un giavellotto, un coltello, un coperchio e un pendaglietto, reperti gran parte conservati al Museo archeologico nazionale delle Marche. I reperti rimasti a San Ginesio provenienti dalla tomba, vennero poi uniti con quelli ritrovati e provenienti dal podere di Aristide Morichelli d'Altemps.
Per quanto riguarda i reperti ritrovati da Scarpini e mandati a Roma, oggi conservati al Badisches Landesmuseum di Karlsruhe, secondo la ricostruzione del Gentiloni Silverj vennero acquistati nel 1884 dal granducato di Baden per arricchire la collezione del suo museo statale (Großherzogliche Sammlungen) da Ernst Wagner, direttore dei collezioni di antichità del museo. Si presume che Wagner sia arrivato ai bronzi tramite l'archeologo e antiquario Wolfgang Helbig, che li acquistò da un antiquario o piuttosto commerciante di nome "Innocenti" a Roma. Nel 1885 sia l'oinochoe che la situla vennero restaurati nell'ex "Römisch-Germanisches Zentralmuseum" a Magonza.

## Novecento

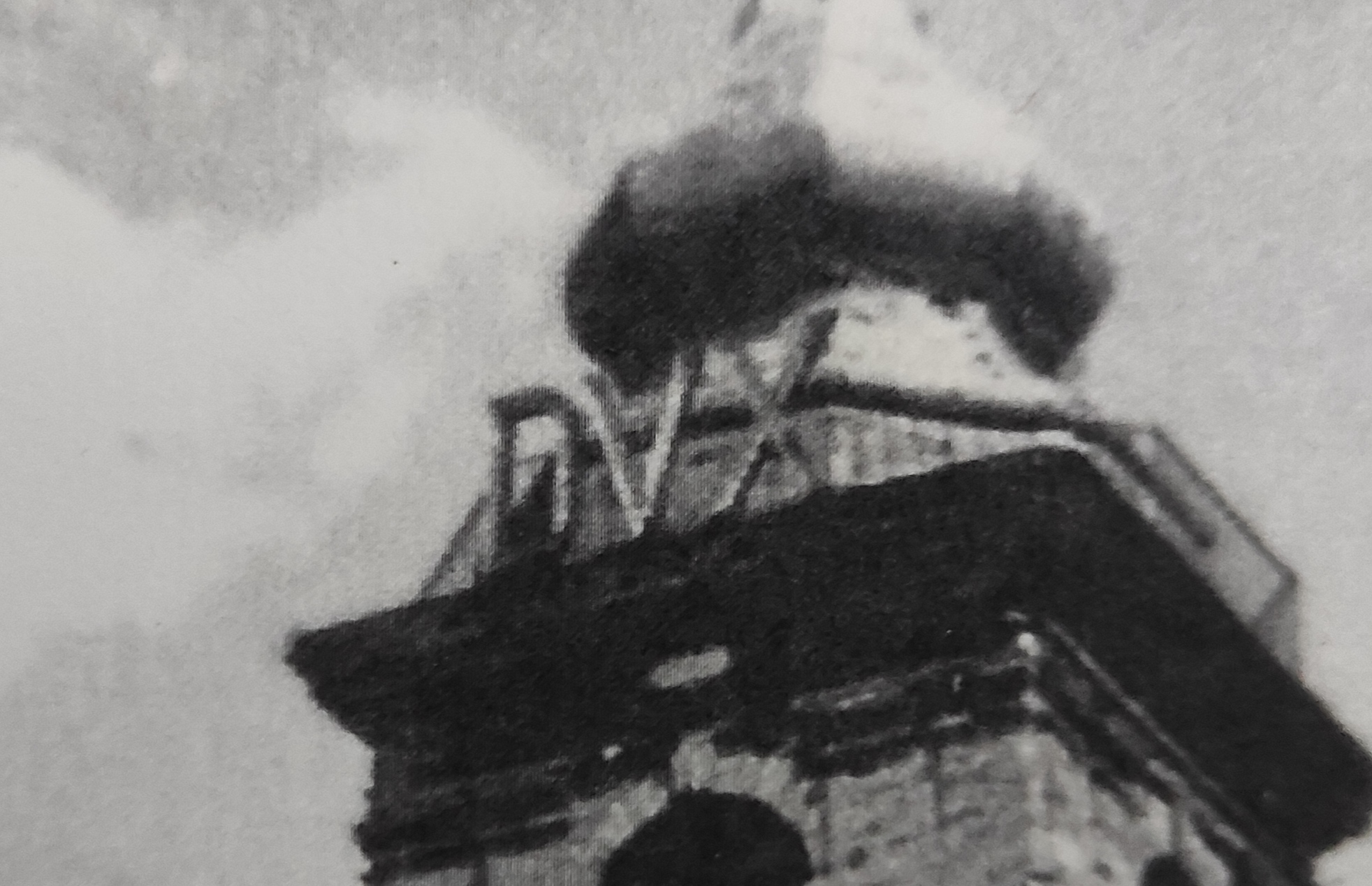
Scritta DVX sulla torre civica, omaggio a Benito Mussolini

Nella prima metà del XX secolo il paese fu notevolmente modernizzato con nuovi impianti di illuminazione pubblica e la costruzione, su iniziativa della popolazione, di un acquedotto, che nel marzo del 1911 alimenta ben 13 fonti d'acqua gratuita. Di questo periodo furono anche la nascita delle Autolinee SASP, la costruzione, avvenuta dal 1903 al 1904, di un poligono di tiro su progetto della direzione del Genio civile di Ancona, di una centrale idroelettrica nei pressi di Pesindolo (Molinaccio) e della statua ad Alberico Gentili, opera di Giuseppe Guastalla. L'inaugurazione avvenne nel settembre del 1908, con partecipazione del ministro della pubblica istruzione Luigi Rava. In vista della nuova opera pubblica, autorità come il ministro di grazia e giustizia Orlando, il senatore Canonico, i deputati Vecchini e Fusinato, Teodoro Moneta ed Ettore Ferrari hanno onorato la figura di Alberico attraverso delle lettere inviate al Comune.
Negli anni 1920 la cittadinanza si occupò di dare onori ai 120 ginesini morti durante la prima guerra mondiale. Nel 1921 venne murata nella Torre civica una lapide realizzata da Giuseppe Guastalla con epigrafe del senatore Salvatore Barzilai dove si possono trovare tutti i nomi dei caduti, mentre nel 1927 si realizzarono numerose opere, grazie anche al sostegno del primo podestà Giuseppe Piersanti. Le opere furono il Parco della Rimembranza, opera del ginesino Guglielmo Ciarlantini, una lapide in onore delle due medaglie d'oro realizzata da Giuseppe De Angelis con epigrafe del professore Enrico Mestica, e il libro Sanginesio ai suoi eroi, un libro ricordativo.

### Seconda guerra mondiale
San Ginesio, durante la seconda guerra mondiale, fu un paese di collegamento strategico tra le Marche. Il comune posto in una posizione strategica nella regione, fungeva da "ponte" tra il nord e il sud di essa.  Nel 1943, i fatti conosciuti sono pochi, anche se ci furono continue rivolte da parte della popolazione. Nel mese di giugno tedeschi e partigiani si contesero l'ospedale civile del comune che, dopo essere stato sotto il potere dell'Asse, fu smobilitato a causa di una protesta. Nei mesi di settembre e ottobre, ci furono soltanto azioni di ribellione al regime totalitario fascista da parte dei partigiani del luogo. Molti furono gli attacchi ed episodi di violenza avvenuti nel 1944, che la popolazione e i partigiani furono costretti a subire. I primi fatti iniziarono il 10 gennaio, quando alcuni partigiani disarmarono dei soldati nazifascisti e imposero al Podestà la distribuzione del grano tra la popolazione. L'11 gennaio, a causa delle azioni del giorno precedente, un gruppo di nazifascisti si diresse al paese, che fu conquistato il 12 gennaio, con intenzioni punitive, causando un violento scontro.

#### La nascita del gruppo partigiano "Vera" e i primi movimenti dei partigiani

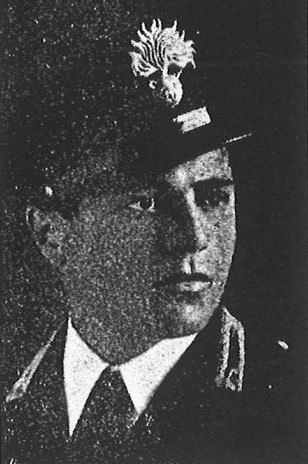
Il vicebrigadiere Glorio Della Vecchia

Dopo il 20 gennaio 1944, con la Missione Man, una missione voluta dal Governo Badoglio II per rappresentare il Regno del Sud presso il territorio maceratese, recuperare la fedeltà alla monarchia e contrastare il pensiero comunista e repubblicano, vennero istituiti alcuni gruppi di resistenza; a San Ginesio operava il gruppo "Vera", formato da 20 italiani e 10 slavi (armati con armamento individuale), attivo non ufficialmente a partire da settembre 1943. A guidare il gruppo fu il veneziano Girolamo Casà che, dopo essere fuggito da Bari ed aver raggiunto San Ginesio, entrò a far parte di un primo nucleo di patrioti, nato grazie al vicebrigadiere Glorio Della Vecchia e composto da Umberto Graziosi, Vinicio e Tonino Bertoni, Mario Mogliani, Mario Sancricca, il carabiniere Raniero Ciabocco e Gino dalle Campanelle. Casà, dopo essere entrato nel gruppo si diresse al comando di Macerata del Regio Esercito per manifestare il suo sentimento di combattere i nazisti, ma venendo rifiutato, decise di rinunciare a recarsi a Teramo e di mettersi a comando del gruppo di patrioti.
Nel paese iniziò così una serie di scontri tra abitanti che appoggiavano la neo Repubblica Sociale Italiana e chi era contro, con i membri del gruppo impegnati in percosse ai capi locali dell'ex Partito Nazionale Fascista, rapine di armi, viveri e materie prime. I primi scontri a fuoco iniziarono a mezzanotte del 10 gennaio 1944, quando una squadra nazifascista da Macerata, dopo aver effettuato un sopralluogo nei pressi di Porta Picena, si trovò costretta a combattere contro il gruppo. Lo scontro causò in tutto la morte di 10 persone, 7 appartenenti alla squadra nazifascista e 3 del Vera, gli slavi Giorgio Raduvanovici e Zubo Banascerici e l'italiano Italo Starnoni, morto solamente due giorni dopo all'ospedale. In risposta a ciò, gruppi di nazisti e fascisti iniziarono dei rastrellamenti, mentre il Prefetto Ferazzani decretò le sanzioni alimentari, causando un taglio della quantità di viveri dell'intero paese, facendo aumentare così il prezzo delle uova al massimo.

#### I fatti di Morichella
Tra i mesi di febbraio e marzo 1944 il gruppo Vera si stanziò nei pressi di Col di Pietra, mandando una pattuglia composta da Umberto Graziosi, Ivo Moretti e Cosimo Montaldo presso Morichella per controllare la zona pianeggiante nei pressi di Pian di Pieca, che era stata segnalata alla Luftwaffe come ottima zona di atterraggio. Il 10 marzo nei pressi dell'osteria del Moretto la pattuglia uccise tre ufficiali della Luftwaffe arrivati a bordo di una Fiat 1500, che poi seppellirono nei pressi della centrale idroelettrica del Molinaccio. I documenti segreti ritrovati nel veicolo vennero trasferiti al Comando di Vestignano e l'auto fu portata a Piobbico. Saputo dell'accaduto tramite una spia, un ingente squadrone di nazisti partì da L'Aquila armati pesantemente per fronteggiare il gruppo. Al loro arrivo, iniziarono ad assediare Col di Pietra senza risposta da parte del gruppo partigiano, per poi smettere e minacciare di radere al suolo tutta la zona di Morichella se non avessero avuto indietro i tre cadaveri degli ufficiali. Con l'intervento e la scaltrezza del brigadiere Cavalli, carabiniere della caserma di San Ginesio, i tedeschi decisero di risparmiare gli abitanti della frazione, poiché ritenuti innocenti, ed una volta ottenute indietro le salme dei tre uomini, lasciarono Morichella.

#### I fatti di San Liberato

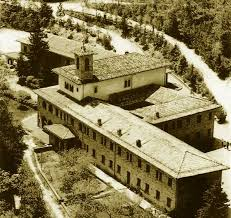
Il convento di San Liberato come si mostrava nella prima metà del XX secolo

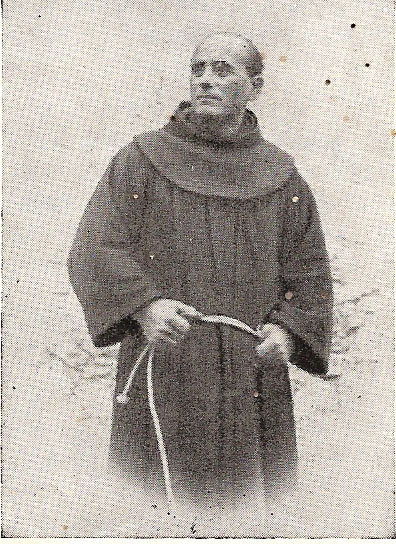
Padre Sigismondo Damiani

Il 16 marzo 1944, dopo che il gruppo partigiano 201 su decisione del Comando di Vestignano e del Comitato di Liberazione Nazionale (CLN) di Macerata fu sciolto, una piccola parte dei membri presero alloggio proprio nel convento di San Liberato, diretto da Padre Sigismondo Damiani. La decisione di ricomporre il gruppo mostrò subito dei problemi: lo spazio della struttura non permetteva di allestire un quartier generale (QG), non appena arrivati i partigiani trovarono scarsa reperibilità di viveri, poiché tutte le risorse disponibili vennero utilizzate dai partigiani di Monastero e di Piobbico e una cattiva accoglienza da parte dei frati, che temevano per la loro sicurezza, in quanto ospitare dei partigiani potevano metterli contro l'autorità nazista. Nessuno dei confratelli francescani, infatti, era a favore della presenza del gruppo. La voce che dei partigiani si nascondevano nel convento raggiunse i nazisti tramite una spia ed ex soldato fascista di nome Francesco Sargolini. I tedeschi, saputo ciò, dislocarono nel territorio l'unità II° Brandenburg 3, stavano compiendo un'operazione di rastrellamento antipartigiana nei pressi della zona, precisamente a Camerino. Giunti nella frazione di San Liberato, i tedeschi spararono colpi di fucileria contro due cacciatori scambiati per partigiani, uno dei quali venne ucciso (Gherardo Forti). Questa azione allarmò i partigiani nel convento, che decisero di andarsene. I nazisti, giunti al convento, minacciarono di morte Padre Damiani per aver ospitato i partigiani e per aver trovato in una delle stanze del convento una doppietta. Il frate, in sua difesa, disse che gli serviva per difendersi dai lupi che infestavano il bosco, convincendoli. Il 23 marzo si presentò al convento Francesco Sargolini, che si confrontò con Damiani. Quella stessa sera, mentre era a Monastero, Francesco Sargolini venne prelevato dai partigiani di Decio Filipponi, venne interrogato, processato e fucilato per essere una spia. Prima di morire accusò Damiani di essere un traditore. Il 9 maggio Sigismondo Damiani costretto ad allontanarsi dal convento dopo che gli arrivò una richiesta di parola da tre ignoti, venne catturato e ferito, per poi trovare la morte nel convento. I colpevoli erano fuggitivi dal campo di concentramento di Sforzacosta.

#### Lo scontro a Campanelle e il reclutamento della zona del Fiastra
Il 5 maggio 1944, nei pressi del fiume Fiastra a Campanelle, cinque partigiani del Vera si scontrarono per circa due ore con alcuni uomini del I Battaglione CC.NN. "IX Settembre", proveniente da Sarnano per effettuare qualche rastrellamento lungo la SS 78. Due di loro riuscirono a scappare durante un momento di confusione e ad essere catturati furono Glorio Della Vecchia, Giovanni Fornari e Ivo Pacioni. Fornari e Pacioni vennero duramente torturati ed interrogati, mentre Della Vecchia ebbe la possibilità di cambiarsi i vestiti, poiché il milite del battaglione che gli intimò di fermarsi durante il combattimento fu un suo commilitone durante l'invasione dell'Albania. Tutti e tre vennero condotti verso Passo San Ginesio e al momento del passaggio di fronte alla casa di Della Vecchia, Pacioni gravemente stordito confessò che quella era la dimora del loro comandante, il tenente Salvati, pseudonimo utilizzato da Della Vecchia nel gruppo. Ottenuta la confessione del carabiniere, gli fu tolta la possibilità di salvarsi come promesso dall'ex commilitone e tutti e tre vennero fucilati nei pressi dell'incrocio di Passo San Ginesio. I corpi restarono all'aria aperta per due giorni, mentre subito dopo l'uccisione, i militi del battaglione andarono a divertirsi presso il ristorante del luogo "Da Isolina". Secondo le testimonianze di due autisti della Autolinee SASP, Francesco Corradini (effettuata ai carabinieri di San Ginesio il 17 marzo 1946) e Armando Paccamicio, i tre furono presi per aver combattuto contro reparti ignoti delle SS italiane, condotti alla Passo ed essere fucilati intorno alle 20:00 senza essere interrogati. I documenti di questa fucilazione furono rivelati con l'inchiesta "Armadio della vergogna".
I militi del battaglione abbandonarono la zona solamente due giorni dopo, per poi tornare il 16 maggio per prelevare i giovani nati tra il 1914 e il 1927 che non si erano riusciti a nascondere e gli anziani, intimando che entro il 25 maggio chiunque "ribelle" si sarebbe presentato avrebbe ottenuto la grazia di Mussolini.

#### I fatti di Pian di Pieca

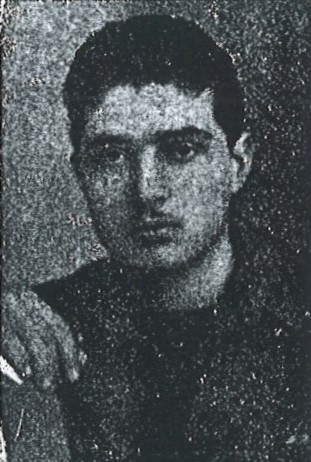
Mario Mogliani

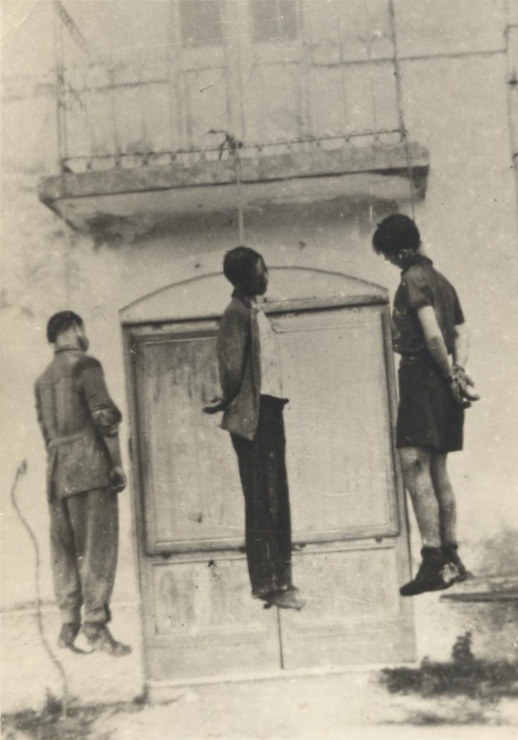
Foto dei corpi dei partigiani Antonio D'Arduin e Mario Mogliani e del civile Benedetto Tardella

Il 16 giugno 1944 il gruppo Vera venne a conoscenza che nella frazione di Pian di Pieca era dislocato un gruppo di fascisti incaricati di spionaggio. Scoperto ciò inviarono una squadra di tre partigiani in missione con lo scopo di vigilare la strada, che fungeva come collegamento tra Macerata e Ascoli Piceno, sorprendere le spie ed effettuare alcune operazioni di sabotaggio. Le operazioni comprendevano l'interruzione delle linee telefoniche e telegrafiche, distruzione dei ponti e dislocamento di alcuni partigiani tiratori che, nella notte fra il 16 e il 17 giugno, si appostarono intorno alla SS 78 in un campo di grano. La squadra era costituita da Tonino Bertoni, Cosimo Montaldo e Antonio D'Arduin, sotto la guida di Mario Mogliani.
Il 17 giugno, sotto la pioggia, la missione fu messa in atto: dopo un "Alt!" incitato dai partigiani, una scarica di fucileria fu scagliata su un ufficiale tedesco che, gravemente ferito, fu trasportato da un'ambulanza della Croce Rossa all'ospedale di Sarnano. Venendo a conoscenza di ciò, i nazisti presero vari ostaggi nelle frazioni di Colle, Morichella e Pian di Pieca, tra cui il parroco del luogo, don Sesto Mosca, e setacciarono il territorio alla ricerca dei colpevoli. Nel mentre, i fuggitivi si diressero verso il Comune e trovarono riparo in una casa del luogo, ma poco dopo essersi riposati e nutriti, sentendo sparare nelle vicinanze, si divisero. Cosimo fuggì nei campi salvandosi, mentre i restanti due, fuggiti all'interno del paese, furono catturati e portati in Piazza Alberico Gentili insieme a molti civili. L'ordine dei tedeschi era la fucilazione dei due prigionieri e il gruppo di civili. Quest'ultimi furono salvati da un maresciallo ginesino di origine tedesca che, essendo affezionato al paese, convinse i nazisti a liberarli, evitando così un eccidio.
A quel punto la compagnia tedesca ripartì con i due prigionieri alla volta di Pian di Pieca. Alla confluenza delle vie di Macerata, Amandola e Tolentino si trovava lo spaccio della famiglia Mancini, che disponeva di un balcone sporgente dal primo piano. Qui furono legati i primi due, Mogliani e D'Arduin, e alle 18 furono impiccati. Ci fu anche un terzo impiccato: il civile Benedetto Tardella, che i nazisti avevano fermato a Passo San Ginesio mentre tornava con del grano perché venne reputato un partigiano. Un testimone raccontò che il giovane urlava a squarciagola la sua innocenza mentre gli mettevano il cappio al collo e le urla si protrassero finché la voce non fu soffocata. Prima di continuare la ritirata, i tedeschi si divertirono a sparare sugli impiccati già morti con una rivoltella. I cadaveri rimasero lì dal sabato sera al mercoledì mattina. Il 21 giugno il capitano Casà insieme a un ingegnere si recarono a spiccare i cadaveri e depositarli nell'ufficio postale.

#### La distruzione della centrale idroelettrica del Molinaccio

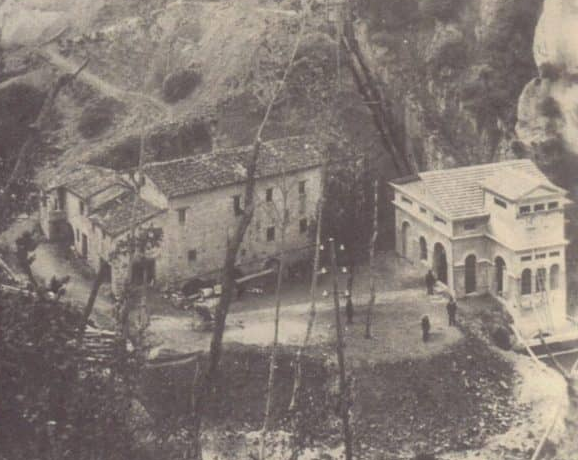
La centrale idroelettrica del Molinaccio nei primi anni del XX secolo

Il 18 giugno 1944 un reparto di guastatori tedeschi giunse in autocarro nei pressi della centrale del Monilaccio muniti di esplosivo con l'intento di farla esplodere. Nello stesso momento il capitano del Vera, Girolamo Casà, accompagnato dal tenente Arnaldo Angerilli, Ivo Moretti, il bersagliere Volpes, Romolo Vannucci, il segretario della Divisione "Spartaco" Ernesto Sarti e il soldato della Regia Marina Vinicio Bertoni, mentre ritornavano da Fiastra dopo essersi incontrati con alcuni membri dell'esercito cobelligerante per organizzare la liberazione di Macerata, vennero raggiunti dalla Signora Pascucci, una donna di Morichella che li avvertì dell'intento dei nazisti presso la centrale. Armati solamente con due fucili a cartuccia parabellum, una pistola e una bomba, si diressero verso la centrale ed individuati i militi a guardia dell'autocarro, aprirono il fuoco senza però colpire nessuno. Nel mentre, udendo le prime due esplosioni dei genieri tedeschi, il giovane 21enne Vinicio Bertoni si avvicinò ad un pagliaio nei pressi del camion per non sprecare le munizioni, ma per schivare una bomba a mano, si scoprì dalla posizione e venne ucciso con alcuni colpi al petto. Sopraffatti dal fuoco nazista e oramai senza munizioni, i partigiani del Vera furono costretti alla ritirata e la centrale fu distrutta. Il cadavere fu recuperato solamente dopo che i guastatori tedeschi abbandonarono l'area e venne portato alla chiesa di Morichella.

#### La fine della guerra e i processi ai colpevoli

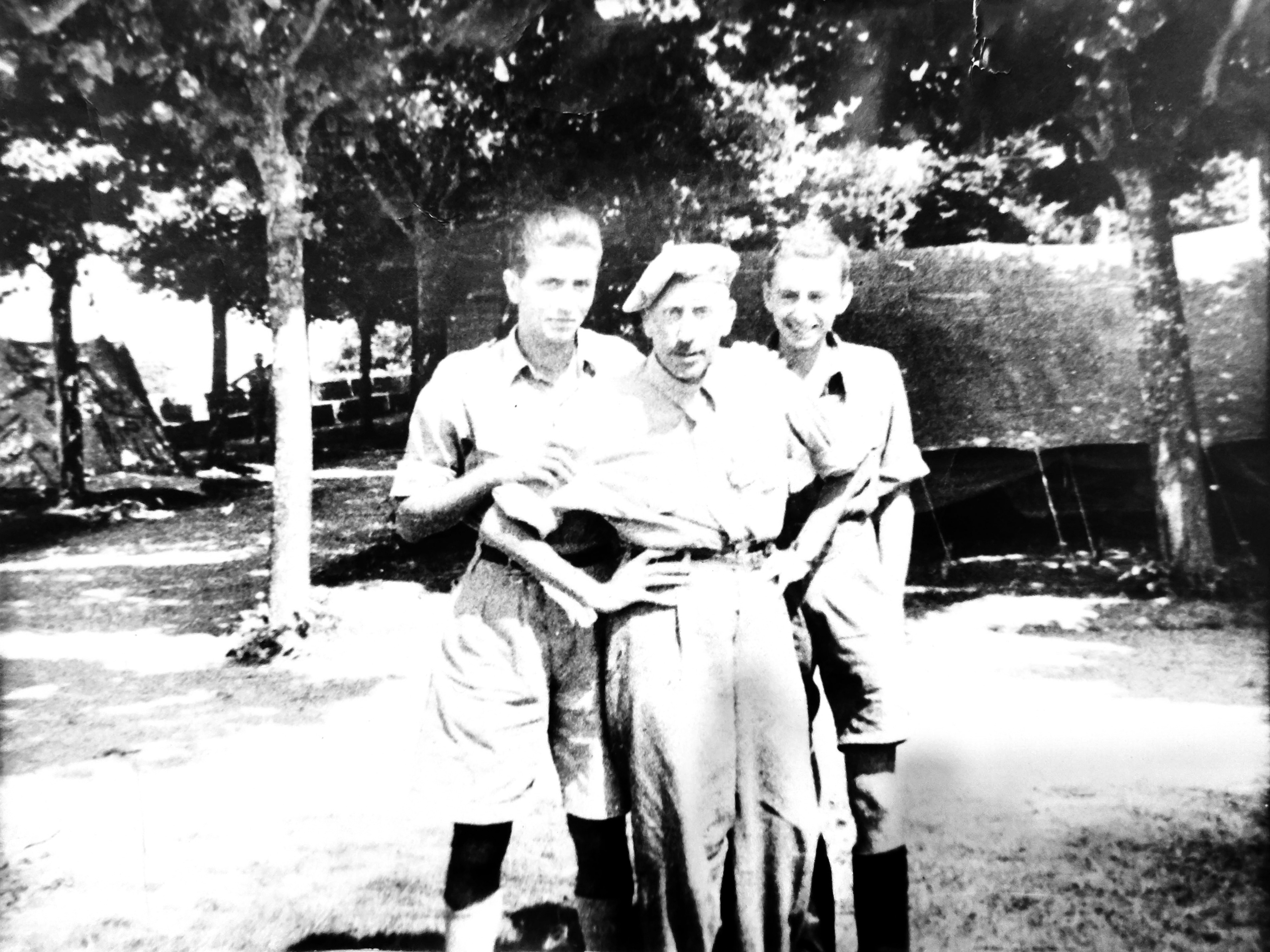
Il Gen. Giorgio Morigi, comandante della 184ª "Nembo" con Ugo Morigi (sinistra) ed il figlio Giulio Morigi (destra) sul campo base allestito al Colle Ascarano, estate 1944

Il 20 giugno, i partigiani del gruppo Vera liberarono il Comune e il CLN assunse il ruolo dell'amministrazione comunale, nominando Cesare Barbi all'unanimità Sindaco (Presidente). Nello stesso giorno, al Colle Ascarano, la 184ª Divisione paracadutisti "Nembo" guidata dal generale Giorgio Morigi ed entrata a far parte del CIL, pose il campo base per gestire le operazioni di liberazione nelle città vicine, tra cui Tolentino (sera del 20 giugno), Macerata (21 giugno), Villa Potenza (1 luglio) e Filottrano (9 luglio). Il campo base fu smontato solamente nel settembre 1944. Molti soldati istaurarono un rapporto con gli abitanti locali che perdurò anche a guerra conclusa. Dopo la partenza della Nembo, arrivò in paese un convoglio militare del British Army, guidati da un sergente italo-britannico. I militari alloggiarono in varie strutture, tra cui l'Albergo Centrale e la scuola Gentili, fino alla loro ripartenza.
Subito nel dopoguerra, nei processi penali che seguirono,  furono messi sotto accusa gli eventi accaduti nella frazione di Passo San Ginesio, Pian di Pieca e San Liberato. I sospettati dei crimini furono le truppe ignote della SS, per Passo S. Ginesio e Pian di Pieca, e i partigiani di Piobbico per S. Liberato. Quest'ultimi furono assolti per insufficienza di prove, ma in sede di Appello l'11 marzo 1954 la causa fu riaperta e le nuove testimonianze diedero conferma di colpevolezza a due degli imputati: Lucas Popovich, uno slavo cui sembra che i fascisti avessero ucciso i parenti in patria e il sardo Luigi Cuccui, evaso dalle carceri di Ancona. Dalle testimonianze rilasciate da vari partigiani, tutti i sospetti su padre Damiani parvero infondati, piuttosto venne sottolineata la sua collaborazione prestata in varie occasioni alla Resistenza italiana.

### Dal Referendum in poi
Dopo essere stato amministrato politicamente dal CLN a partire dal 20 giugno 1944, il giorno del referendum sulla monarchia in Italia i ginesini espressero il loro appoggio alla repubblica, con 3 165 favorevoli, mentre la monarchia fu sostenuta da 1 103 persone. I votanti generali furono 4 592 (88,51% d'affluenza), di cui 243 bianche e 81 nulle.
Verso la fine degli anni 1980, su iniziativa dell'allora sindaco Vittorio Giorgi, membro della Democrazia Cristiana, viene intrapresa la stesura di un nuovo libro sulla storia del Comune. Questo volume editoriale, scritto da padre Alfonzo Porzi, T.O.R., del Convento di San Francesco di San Ginesio si aggiunge ai precedenti lavori dedicati alla storia del paese: quello del canonico Marinangelo Severini (1581), quello dell'abate Telesforo Benigni (1795), quello del canonico Giuseppe Salvi (1889) e quello della professoressa Ermelinda Gazzera (1915). Il nuovo volume contribuisce a rafforzare la tradizione di documentare e tramandare le vicende storiche di San Ginesio e racconta di numerosi personaggi religiosi provenienti dal paese, tra cui vari vescovi e un cardinale, Benedetto Farabrik.
Nel 1997 San Ginesio venne colpito dal terremoto di Umbria e Marche, subendo vari danni. Il terremoto colpì alcune opere architettoniche, tra cui la chiesa di Santa Maria in Vepretis, il palazzo Morichelli d'Altemps e il teatro Giacomo Leopardi.

### Il "Patto di San Ginesio"
Nel 1969 Arnaldo Forlani e Ciriaco De Mita stipularono un patto che avrebbe dovuto rinnovare la Democrazia Cristiana e portarli alla testa del partito. Il patto fu chiamato il "Patto di San Ginesio". Il convegno si realizzò quando Forlani divenne segretario del partito e De Mita vicesegretario, per discutere del cambio di generazione (dalla seconda alla terza) e per la successione di Giuseppe Saragat. Nel 1972, dopo l'accordo e il via libera per il governo di Centro-destra di Giulio Andreotti, con il Congresso successivo, Forlani venne sostituito da Amintore Fanfani alla segreteria della DC, quindi la seconda generazione su quelli di San Ginesio vinsero. Con le vicende di tangentopoli, il rinnovamento della DC al quale dichiaravano di ispirarsi i giovani riuniti nel paese, fu imprevedibile.

## XXI secolo

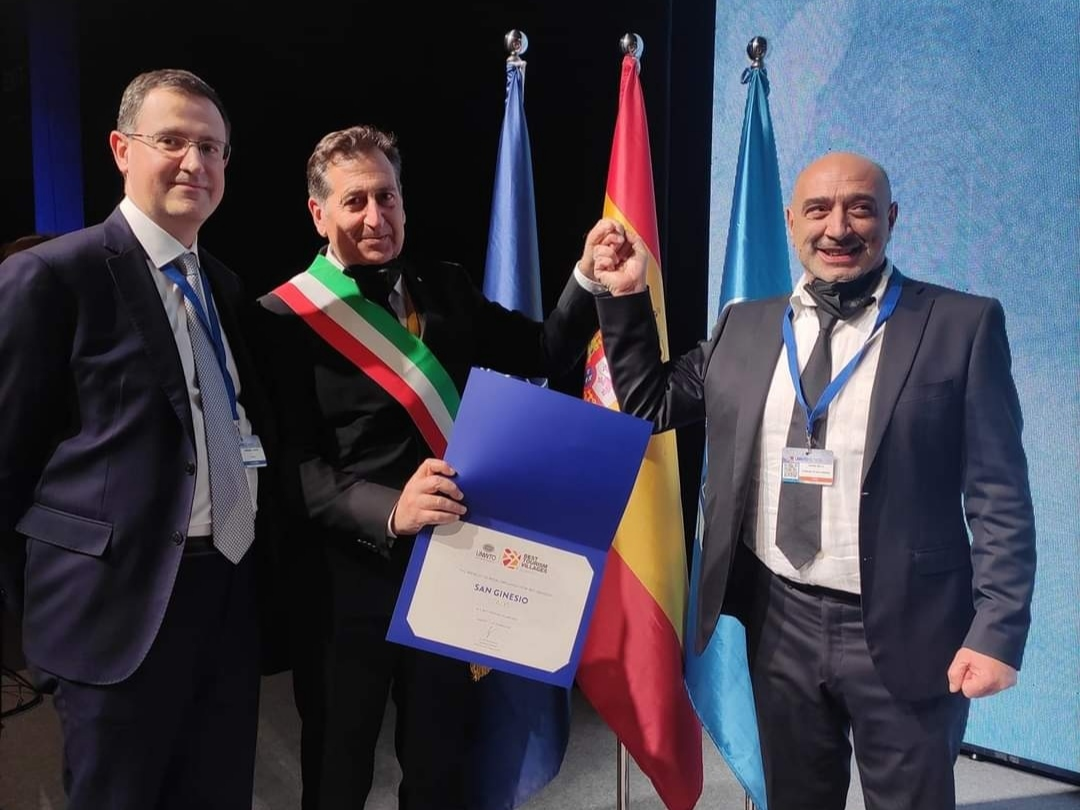
Il sindaco Ciabocco e il vicesindaco Belli ricevono il premio dell'Organizzazione mondiale del turismo

Di questo periodo sono i numerosi riconoscimenti ottenuti dal comune: Bandiera arancione dal Touring Club Italiano dal 2002, borgo più bello d'Italia, Bandiera gialla dall'Associazione campeggiatori turistici d'Italia e comune amico del turismo itinerante. Il 2 dicembre 2021 ha ricevuto il riconoscimento di "miglior villaggio turistico 2021" per l'Italia a Madrid dall’Organizzazione mondiale del turismo delle Nazioni Unite (UNWTO), diventando così il primo paese italiano a ricevere il premio. La motivazione per cui San Ginesio ha ricevuto la Bandiera arancione è la seguente:

### Terremoto del 2016 e 2017 e ricostruzione

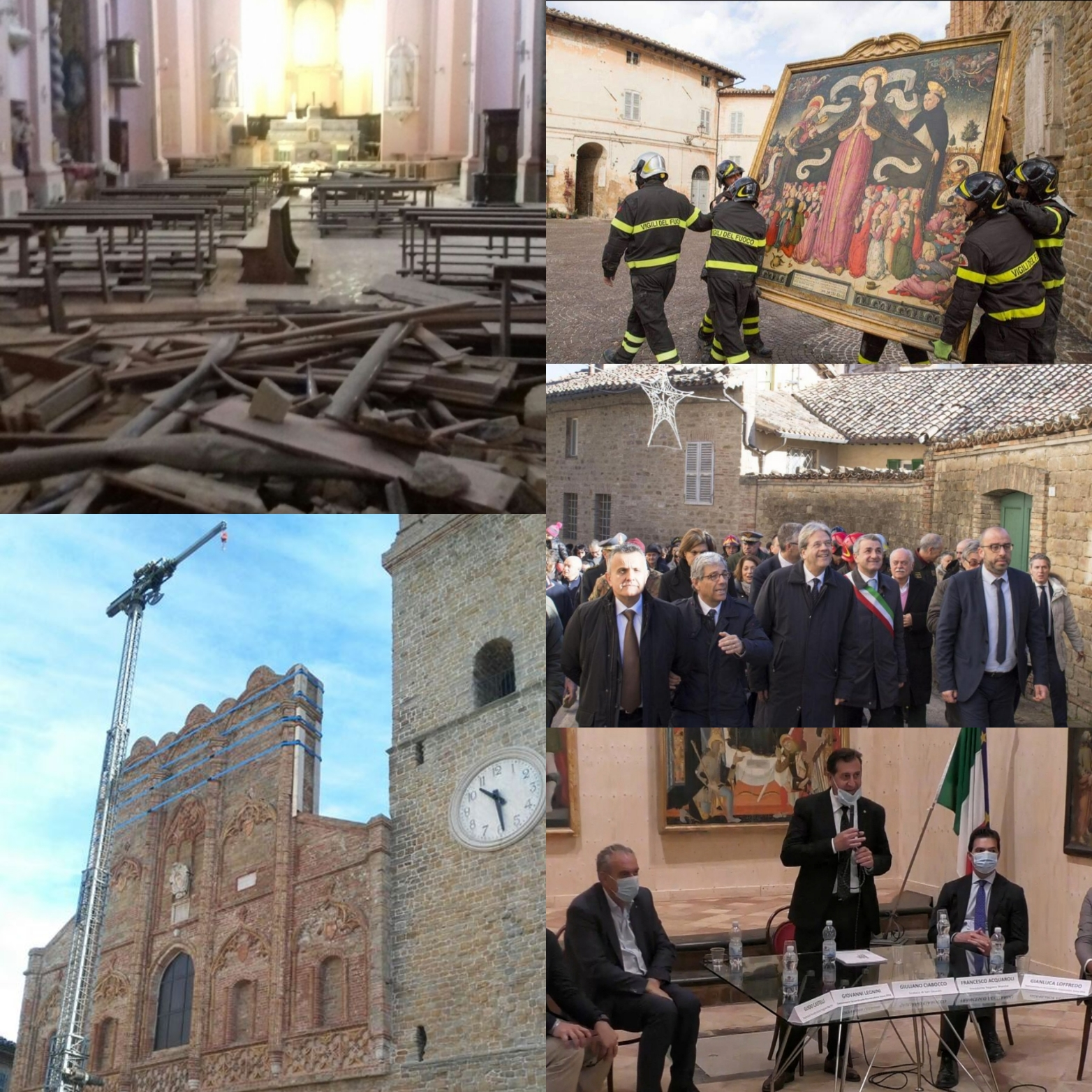
Da sinistra: crollo strutturale nella chiesa di San Francesco, vigili del fuoco prelevano le opere d'arte dalle chiese inagibili, messa in sicurezza della Collegiata di Santa Maria Assunta, visita del paese di Paolo Gentiloni, conferenza con il sindaco Ciabocco, Legnini e Acquaroli per l'ordinanza speciale del 2021 riguardo alle scuole

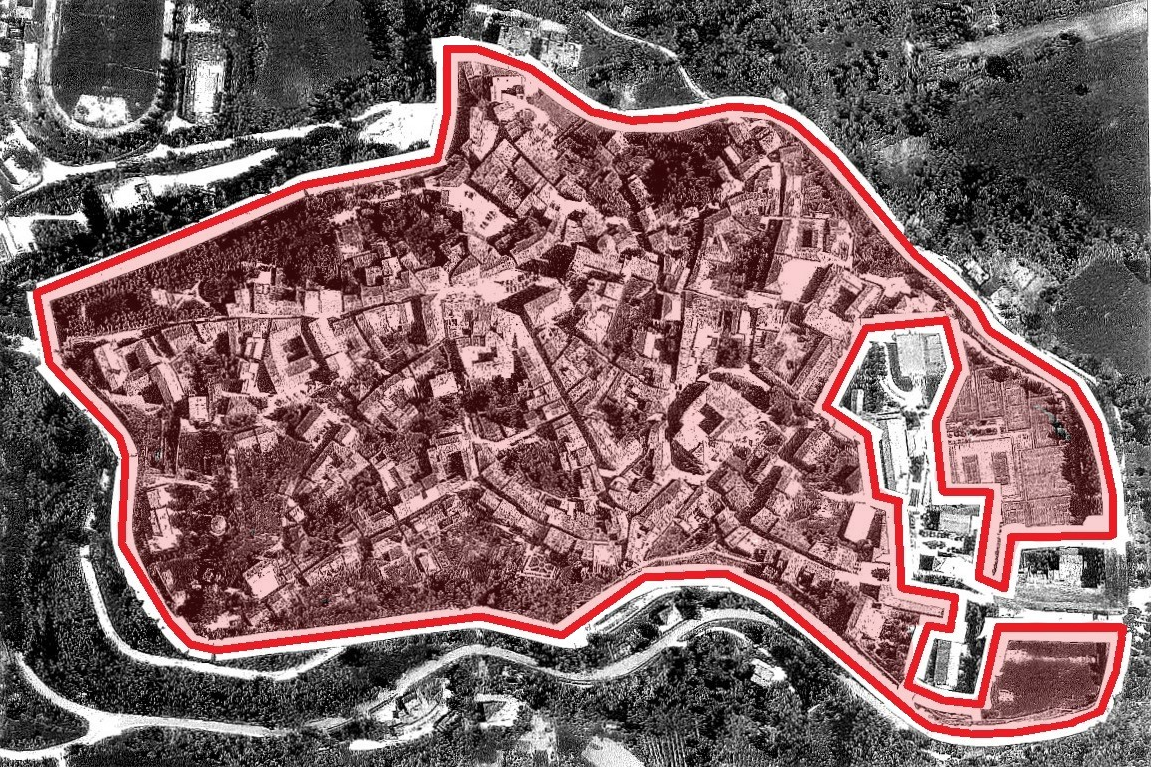
La "zona rossa" del centro storico di San Ginesio individuata dall'ufficio tecnico. All'interno si trovano gran parte delle strutture pubbliche e religiose di elevata rilevanza storica

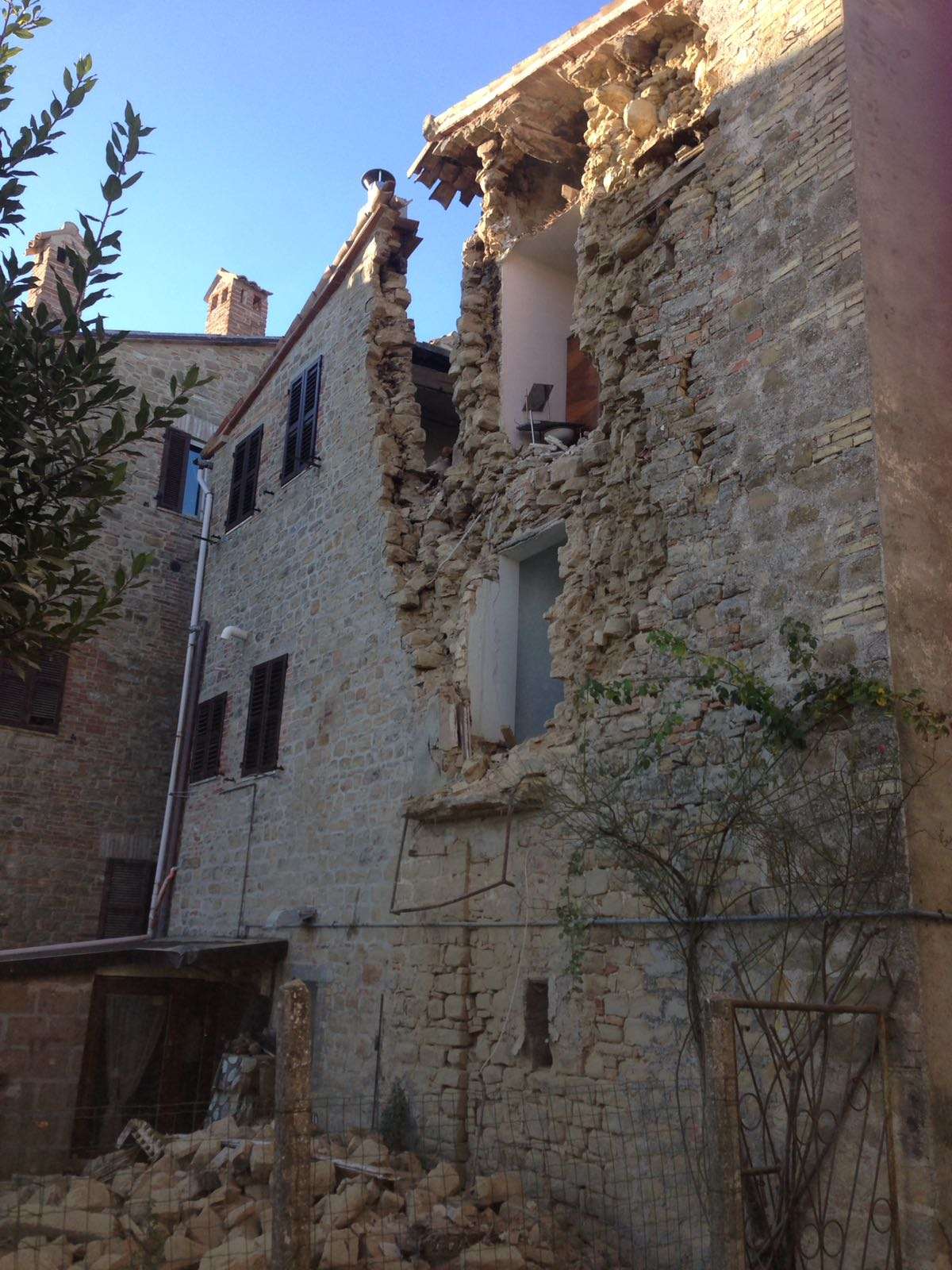
Casa del centro storico di San Ginesio soggetta al terremoto del 2016

A causa dello sciame sismico del 2016 e 2017, il paese e alcune delle sue rispettive frazioni furono profondamente danneggiati. Il livello della ricostruzione, datata al 29 ottobre 2018, risulta dello 0,5%. Con le scosse del 2016 circa 500 abitanti del paese furono soggetti a lasciare la propria abitazione a causa dell'inagibilità strutturale e gli edifici pubblici che subirono i danni maggiori furono le chiese, il teatro, il municipio e più della metà delle scuole presenti nel territorio (4 su 6). Fino alla consegna delle S.A.E. gli abitanti alloggiarono provvisoriamente nell'ostello comunale. Di seguito sono presenti i dettagli delle aree S.A.E. nel territorio:
| Luogo                     | Aree S.A.E. | Fabbisogno S.A.E. | Ampliamento | Anno di consegna | S.A.E. 40 m² | S.A.E. 60 m² | S.A.E. 80 m² |
| ------------------------- | ----------- | ----------------- | ----------- | ---------------- | ------------ | ------------ | ------------ |
| Campo Sportivo            | 1           | 12                | No          | 2017             | 7            | 3            | 2            |
| Pian di Pieca             | 1           | 19                | No          | 2017             | 10           | 4            | 5            |
| Santa Maria in Alto Cielo | 1           | 7                 | No          | 2017             | 4            | 1            | 2            |

Il 24 agosto 2016, l'allora Presidente del Consiglio dei ministri Paolo Gentiloni intraprese una visita ai paesi della zona rossa, tra cui San Ginesio, accompagnato dal Presidente della Regione Marche Luca Ceriscioli, l'allora sindaco Mario Scagnetti, al commissario straordinario per la ricostruzione Vasco Errani e al capo della Protezione Civile Fabrizio Curcio. Il 20 maggio 2017 l'allora vicepresidente del Parlamento europeo David Sassoli, accompagnato dal sindaco e dall'ex assessore regionale Angelo Sciapichetti, decide di fare tappa nel paese per vederne le condizioni.
L'ex sindaco Scagnetti, in un'intervista a Cronache Maceratesi (testata giornalistica locale), pubblicata su YouTube il 24 agosto 2016 ha sottolineato la differenza di questo terremoto dagli eventi del 1997, affermando di essersi attivato subito nella prima mattinata con la Protezione Civile locale e altri volontari. In un'intervista de Il Messaggero del 30 ottobre 2016, giorno della scossa più forte, Scagnetti ribadì di aver circa 600 sfollati e di avere il centro storico altamente lesionato, mentre in un'intervista di TV Centro Marche, riferì che San Ginesio, essendo unicamente centro storico, si trovava completamente in zona rossa.
Nel 2019 vennero presentate 236 domande di inagibilità, con 1 300 i fabbricati danneggiati, 61 i cantieri aperti e tutte le chiese inagibili. Delle 350 domande di inagibilità strutturale privata (205 lievi e 145 gravi) presentate al Comune dal 2016, 170 sono state accolte e al 2020 risultano conclusi 100 cantieri. I contributi economici arrivati al Comune sono 39 092 476 €. L'importo stimato totale per 10 chiese del Comune dell'arcidiocesi di Camerino-San Severino Marche ammonta a 4 650 000 €. In questo anno il Comune è stato scelto come "comune capofila" della ricostruzione. Nel corso del 2020 il Commissario straordinario alla ricostruzione nominato dal governo Conte II, Giovanni Legnini, in un'intervista all'ANSA, ha detto di essere al lavoro per superare la situazione di stallo e di collaborare ad alcune ipotesi risolutive con l'amministrazione comunale e la Regione Marche. Le prime "zona rosse", ovvero le aree più problematiche e a rischio di un paese colpito, vennero stabilite dalle ordinanze sindacali n. 2 per il centro storico (2 novembre 2016) e n. 134 per la frazione Vallato (3 novembre 2016), per poi essere ufficialmente eliminate solamente nel 2019, dopo una serie di riperimetrazioni che hanno permesso la riapertura a tappe delle vie.

#### La situazione degli edifici religiosi
Di seguito sono elencati nel dettaglio gli edifici religiosi danneggiati:
| Edificio                               | N. ordinanza | Tipologia  | Luogo                     | Ente proprietario                                                    | Inagibile dal                      | Usufruibile oggi | Agibile dal      | Rif. inagibilità | Rif. agibilità |
| -------------------------------------- | ------------ | ---------- | ------------------------- | -------------------------------------------------------------------- | ---------------------------------- | ---------------- | ---------------- | ---------------- | -------------- |
| Abbazia di Santa Maria delle Macchie   | 39           | Abbazia    | Macchie                   | Parrocchia di San Michele Arcangelo                                  | 8 settembre 2016                   | No               |                  | [ 92 ]           |                |
| Chiesa di San Giovanni Battista        | 40           | Chiesa     | Campanelle                | Parrocchia di San Michele Arcangelo                                  | 8 settembre 2016                   | No               |                  | [ 93 ]           |                |
| Chiesa di Santa Chiara                 | - 41 - 220   | Chiesa     | Centro storico            | Istituto delle suore francescane di Santa Chiara                     | - 8 settembre 2016 - 7 giugno 2017 | No               |                  | [ 94 ] [ 95 ]    |                |
| Chiesa di Santa Maria in Alto Cielo    | 202          | Chiesa     | Santa Maria in Alto Cielo | Parrocchia di Santa Maria d'Alto Cielo                               | 31 maggio 2017                     | No               |                  | [ 96 ]           |                |
| Chiesa di Santa Maria in Selva         | 214          | Chiesa     | Morichella                | Parrocchia di Santa Maria Assunta in Pieca                           | 6 giugno 2017                      | No               |                  | [ 97 ]           |                |
| Collegiata di Santa Maria Assunta      | 215          | Collegiata | Centro storico            | Parrocchia Santissima Annunziata                                     | 6 giugno 2017                      | No               |                  | [ 98 ]           |                |
| Chiesa di Santa Maria Assunta in Pieca | 216          | Chiesa     | Pian di Pieca             | Parrocchia di Santa Maria Assunta in Pieca                           | 6 giugno 2017                      | Si               | 6 maggio 2019    | [ 99 ]           | [ 100 ]        |
| Chiesa di San Costanzo                 | 217          | Chiesa     | San Costanzo              | Parrocchia di Santa Maria di Piazza (Sarnano)                        | 6 giugno 2017                      | No               |                  | [ 101 ]          |                |
| Chiesa di Santa Croce                  | 218          | Chiesa     | Santa Croce               | Parrocchia di Santa Maria Assunta in Pieca                           | 6 giugno 2017                      | No               |                  | [ 102 ]          |                |
| Chiesa di San Gregorio                 | 219          | Chiesa     | Centro storico            | Parrocchia di Santa Maria d'Alto Cielo                               | 7 giugno 2017                      | No               |                  | [ 103 ]          |                |
| Chiesa di San Francesco                | 221          | Chiesa     | Centro storico            | Parrocchia Santissima Annunziata                                     | 7 giugno 2017                      | No               |                  | [ 104 ]          |                |
| Chiesa di San Giacomo                  | 222          | Chiesa     | Centro storico            | Monache benedettine di San Giacomo                                   | 7 giugno 2017                      | No               |                  | [ 105 ]          |                |
| Chiesa di San Liberato                 | 223          | Chiesa     | San Liberato              | Ente morale Provincia Picena S. Giacomo della Marca dei frati minori | 8 giugno 2017                      | Si               | 31 dicembre 2018 | [ 106 ]          | [ 107 ]        |
| Chiesa di San Michele                  | 323          | Chiesa     | Centro storico            | Parrocchia Santissima Annunziata                                     | 11 ottobre 2018                    | No               |                  | [ 108 ]          |                |
| Chiesa di San Giacomo in Morico        | 324          | Chiesa     | Morico                    | Parrocchia di Sant'Andrea (Cessapalombo)                             | 11 ottobre 2018                    | No               |                  | [ 109 ]          |                |

#### La situazione degli edifici scolastici
Nei giorni successivi alle scosse della fine di ottobre del 2016, dopo aver sistemato gli sfollati, il Comune e l'amministrazione decisero di puntare sulla costruzione di un grande polo scolastico all'interno del centro storico, con fondi dello Stato. Lo studio di fattibilità dell'opera venne affidato dal Comune il 23 dicembre 2016, la conformità urbanistica venne approvata dal sindaco Mario Scagnetti il 23 gennaio 2017 e il 2 febbraio venne realizzata una convenzione con l'Università di Ancona per la realizzazione di un progetto, approvato dalla struttura commissariale il 7 agosto. La costruzione delle nuove scuole iniziò con l'abbattimento di campi da tennis del centro FIT, realizzati nel 1985, limitrofi alla vecchia scuola materna, demolita proprio per permetterne la costruzione. Nel gennaio del 2017, una delle prime ordinanze del Governo Gentiloni previde che la scuola poteva sorgere solo in un terreno di proprietà pubblica. Il 31 maggio 2018 venne posata la prima pietra della scuola dall'allora Commissario straordinario di Governo alla ricostruzione delle aree colpite Paola De Micheli, accompagnata dal sindaco Scagnetti. Il nuovo polo, che avrebbe avuto 350 posti disponibili e ad alta efficienza energetica con emissioni quasi zero e pannelli fotovoltaici dalla potenza di 40 kw, venne progettato per ospitare l'Istituto di Istruzione Superiore Alberico Gentili (liceo linguistico e liceo delle scienze umane), l'IPSIA Renzo Frau (sezioni Arredo e forniture d'interni e Meccanica), la scuola materna, la scuola elementare, un auditorium di 300 posti e una palestra per pallavolo pallacanestro omologabile dal CONI.
Il 9 maggio 2018 il Ministero dei beni culturali definì delle perplessità sul progetto in merito alle altezze per limitare l’impatto visivo essendo vicino alle mura castellane, ma l'11 giugno, lo stesso giorno dell'insediamento della nuova amministrazione, il Ministero bloccò i lavori al polo per una incompatibilità con un decreto ministeriale pubblicato il 13 luglio 1984, dove lo stesso vincolò l’area compresa fra le mura e l’Ospedale dei Pellegrini tutelandoli in base all’art. 21 del regio decreto-legge 1089/39, poi art. 45 del decreto legislativo 42/2004, in quanto zona di rispetto interna alle mura definita come "fortemente permeata dal rapporto, tuttora conservato, con tali mura [...] (formando) un imprescindibile insieme anche per una percezione visiva costante in rapporto anche con l’adiacente tessuto urbano storico". Il problema venne segnalato dalla Sovrintendenza per i beni archeologici delle Marche, che presentava già problematiche con il Comune risalenti all'anno precedente, quando quest'ultimo inviò una Pec sul progetto del polo scolastico, senza ottenere risposta. La Sovrintendenza, prima di allora, non partecipò mai agli appuntamenti per discutere del progetto. Tuttora il Comune non possiede l'edificio scolastico.
In occasione dell'arrivo del Presidente del Consiglio dei ministri Giuseppe Conte a Norcia per un incontro operativo con i sindaci della zona rossa il 20 maggio 2019, il sindaco Ciabocco ha espresso al Premier dei chiarimenti sul futuro del polo scolastico dal valore di 13 milioni di euro, sottolineando che le conseguenze della sua mancanza sarebbe stata pagata dagli studenti. Il Commissario Piero Farabollini, entrato in carica il 4 ottobre 2018, dopo aver ricevuto critiche sulla gestione del polo e sul suo lavoro da parte di cittadini e media, ha dichiarato le polemiche inutili ed evidenziato che l'area scelta per la nuova costruzione fu opera comunale, sottolineando che né il Comune, né la Provincia di Macerata e né i responsabili del MIBACT della Regione Marche hanno evidenziato la presenza del vincolo.
Il 2 ottobre 2020, con la delibera n. 28 del Consiglio comunale, che ha autorizzato Giovanni Legnini ad agire con poteri speciali, il progetto del polo scolastico è ripartito dopo oltre due anni di fermo. Nel giugno 2021 è partita l'ordinanza speciale 9/2021 per la ricostruzione del polo scolastico e dell'area sportiva precedentemente distrutta presso l'auditorium Sant'Agostino, con la partecipazione del presidente della Regione Acquaroli, l'allora Assessore al Bilancio della Regione Marche, Guido Castelli, e il subcommissario, Gianluca Loffredo. L'ordinanza 9/2021, dal valore totale di 20 844 376,71 €, è stata strutturata per essere suddivisa in tre parti:
- la prima parte, chiamata "Lotto A", comprende la costruzione delle tre nuove sedi scolastiche (scuola dell'infanzia "G. Ciarlantini", scuola primaria "F. Allevi" e Istituto di Istruzione Superiore "A. Gentili"), un nuovo parco pubblico per il miglioramento delle zone pubbliche e la costruzione di nuovi impianti sportivi. Il costo dei lavori stimato è di 12 769 057,87 €;[120]
- la seconda parte, chiamata "Lotto B", comprende la costruzione della nuova sede dell'IPSIA "R. Frau" da parte dell'Andrea Bocelli Foundation (ABF) che, dal 2016, si è occupata di ricostruire le scuole a Sarnano, Muccia e Camerino.[121] Il costo dei lavori stimato è di 7 453 035,50 €;
- la terza parte, chiamata "Lotto C", comprende la sistemazione dei vecchi impianti sportivi demoliti per fare spazio alla costruzione del precedente polo scolastico, studiato nel 2016, inaugurato con la prima pietra nel 2018 dalla Commissaria De Micheli e poi bloccato dalla Soprintendenza. Il costo dei lavori di questa parte, già completati e inaugurati nel 2021, è di 622 283,36 €.

Il 16 gennaio 2023, durante la conferenza stampa tenutasi presso l'auditorium Sant'Agostino, alla presenza del nuovo commissario straordinario del Governo Meloni, Guido Castelli, il subcommissario Loffredo, il sindaco Ciabocco e gli esponenti dell'ABF, è stato confermato che i lavori per il Lotto A e il Lotto B partiranno entro aprile/maggio. Il primo, sarà realizzato rispettando l'ambiente circostante e il paesaggio storico, mentre il secondo, composto da un complesso di 2 800 mq, sarà realizzato con calcestruzzo prefabbricato a causa dell'aumento di prezzi dovuto alla guerra russo-ucraina, arrivando così a costare circa 9 milioni di euro, differenziandosi così dalle scuole che la Fondazione ha costruito a Muccia, Camerino e Sarnano.

### Nascita del "Ginesio Fest"
Il Comune dal 2020 ha istituito per iniziativa del Comitato promotore e dal sindaco Giuliano Ciabocco un premio nazionale all’arte dell’attore (Premio San Ginesio) e alcuni giorni festivi di agosto sotto il nome di Ginesio Fest. Il progetto, presieduto da Remo Girone, nasce per dare un segno di speranza dopo i danni del terremoto del 2016 e per superare l’emergenza pandemica causata dalla COVID-19. Il premio è conferito alla migliore attrice e al migliore attore selezionati da una giuria. Già dal medioevo il Comune era solito dedicare al santo romano delle festività nella sua ricorrenza dal XII secolo, ma con Andrea da Perugia si aggiunsero ulteriori giorni di festa.